# Église Saint-Calixte de Lambersart
L'église Saint-Calixte est une église catholique située à Lambersart, en France.

## Historique

### Préambule: existence d'une église Saint-Calixte dès leXIIesiècle
Au IXe siècle, Évrard de Frioul fonde l’abbaye de Cysoing près de Lille et la dote de reliques du pape Calixte Ier. Certaines de ces reliques sont vénérées dans l’église Saint-Calixte de Lambersart probablement à partir du XIIe siècle. L'église est agrandie en 1504 par l'adjonction de deux chapelles latérales puis transformée en église-halle à 3 nefs avant 1603.

### Nouvelle église Saint-Calixte auXIXesiècle
Dans la seconde moitié du XIXe siècle, l'église devenue trop petite et vétuste ne répond plus aux attentes de la population. À partir de 1876, le curé Jean-Baptiste Cazier collecte des dons pour un nouvel édifice.
Une nouvelle église est commandée par Félix Clouet des Pesruches, maire de Lambersart. La construction débute en 1894 d'après les plans de l'architecte Henri Boudin. L'édifice est dédicacé le 25 mai 1896, lundi de pentecôte,. Les travaux sont achevés en fin 1898.
En 2013, l'église subit une importante restauration qui comprend une remise en couleur des murs et de la voûte.

Intérieur de l'Église Saint-Calixte de Lambersart
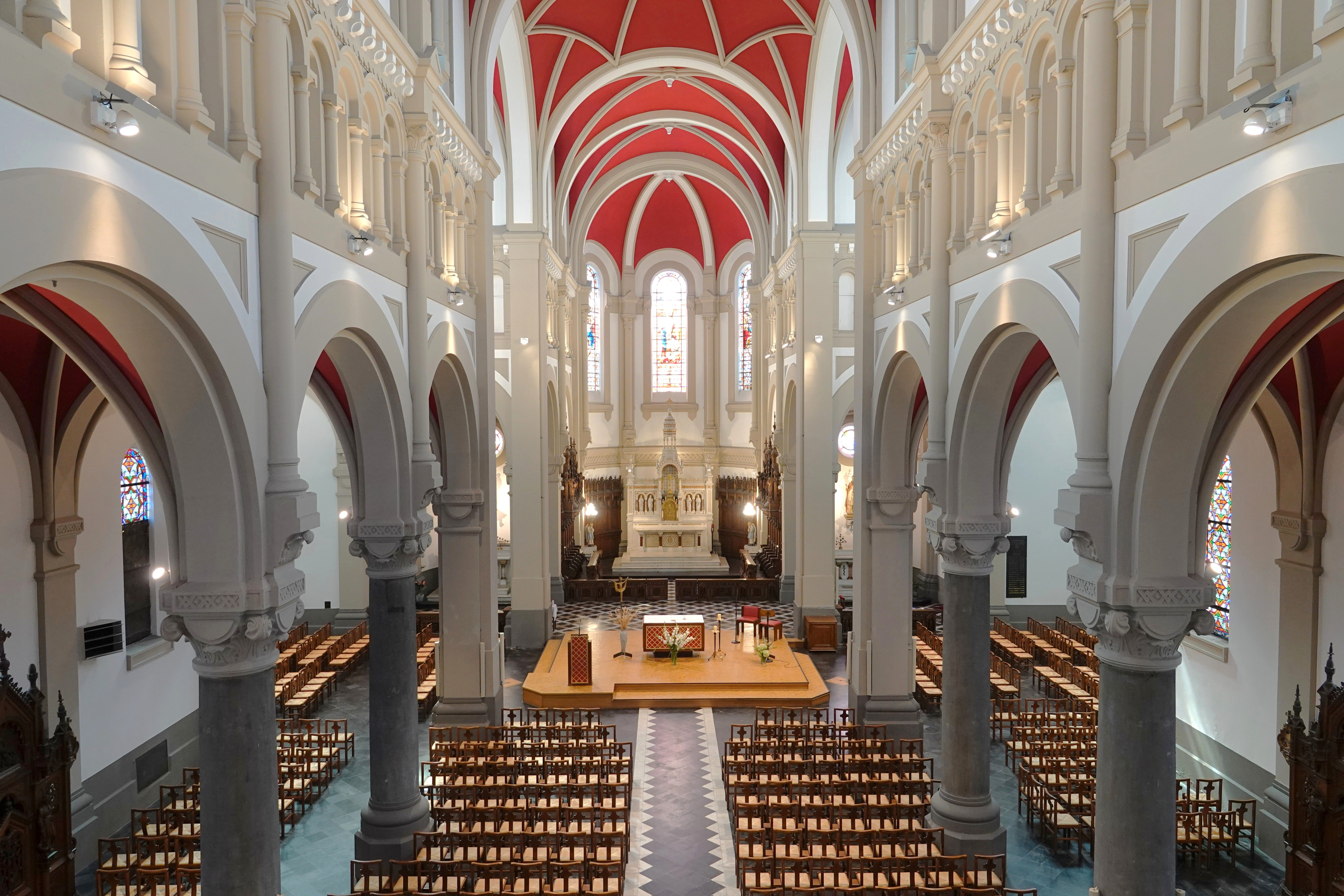
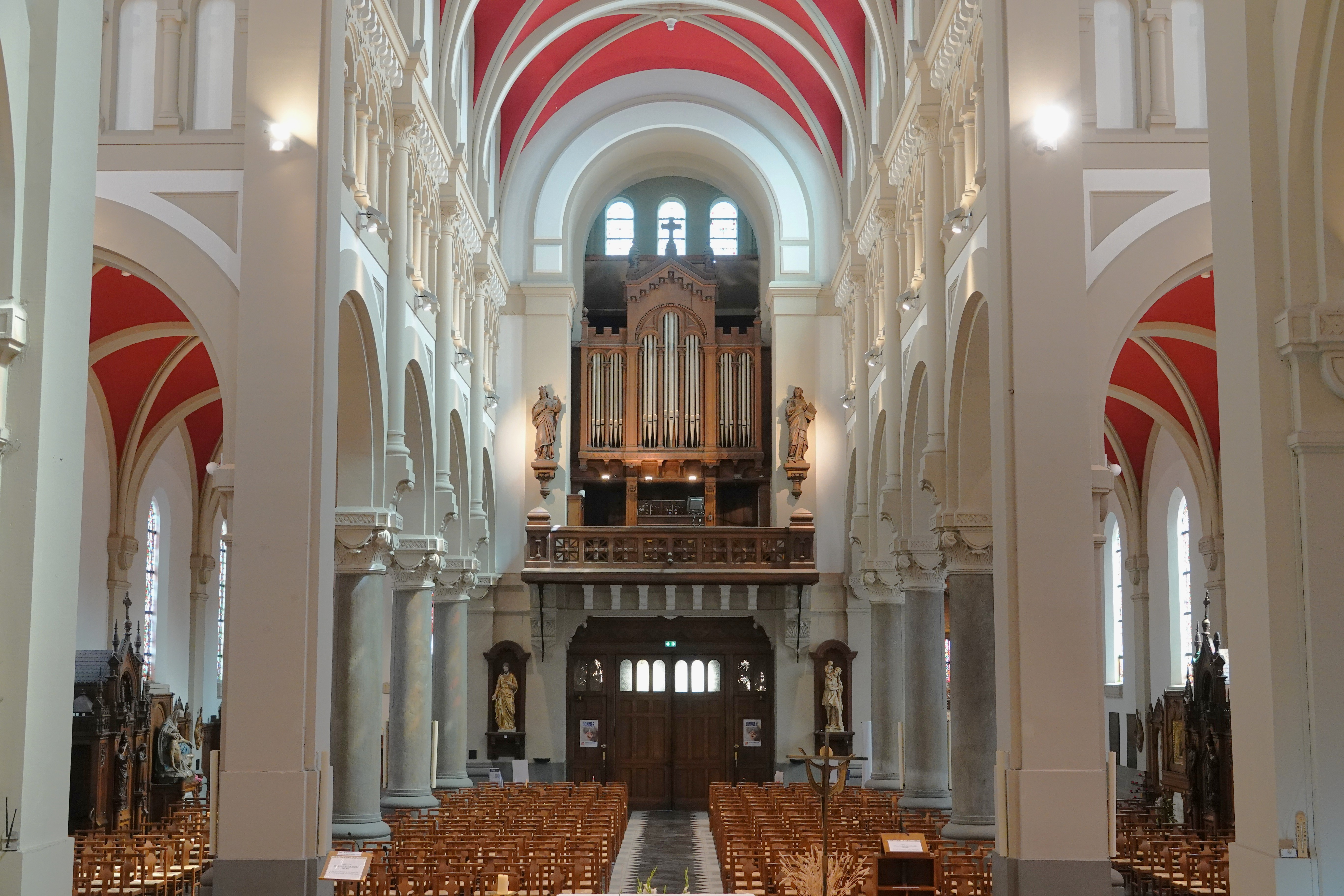
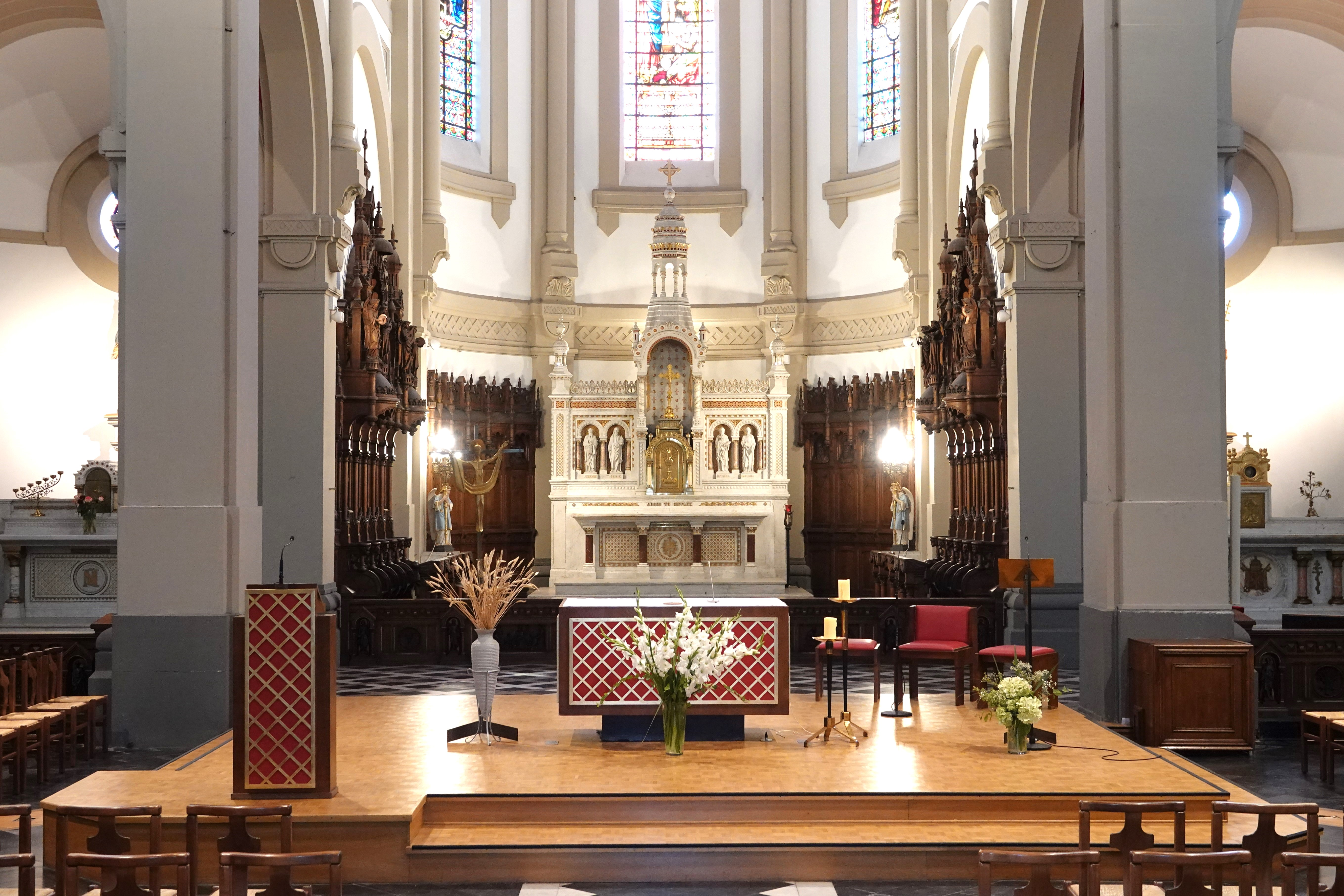
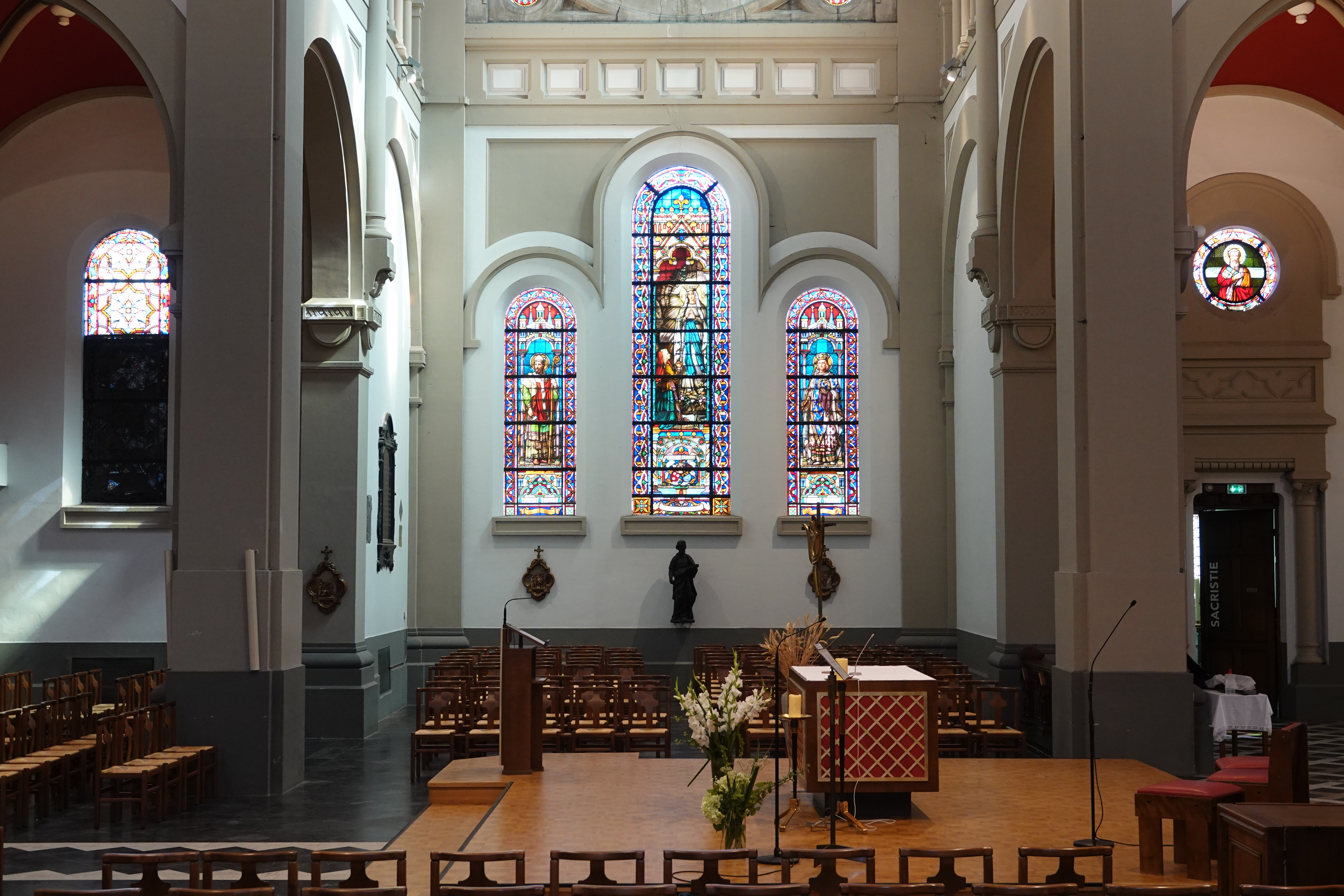

## Architecture
L'édifice est en forme de croix et possède une nef de cinq travées, des bas-côtés, un transept prolongeant ces derniers, un chœur et deux chapelles latérales. L'édifice comprend également un élégant porche-clocher dans l'axe de la façade principale. Les sacristies à gauche et à droite du chœur sont reliées par une galerie de circulation concentrique au chevet.

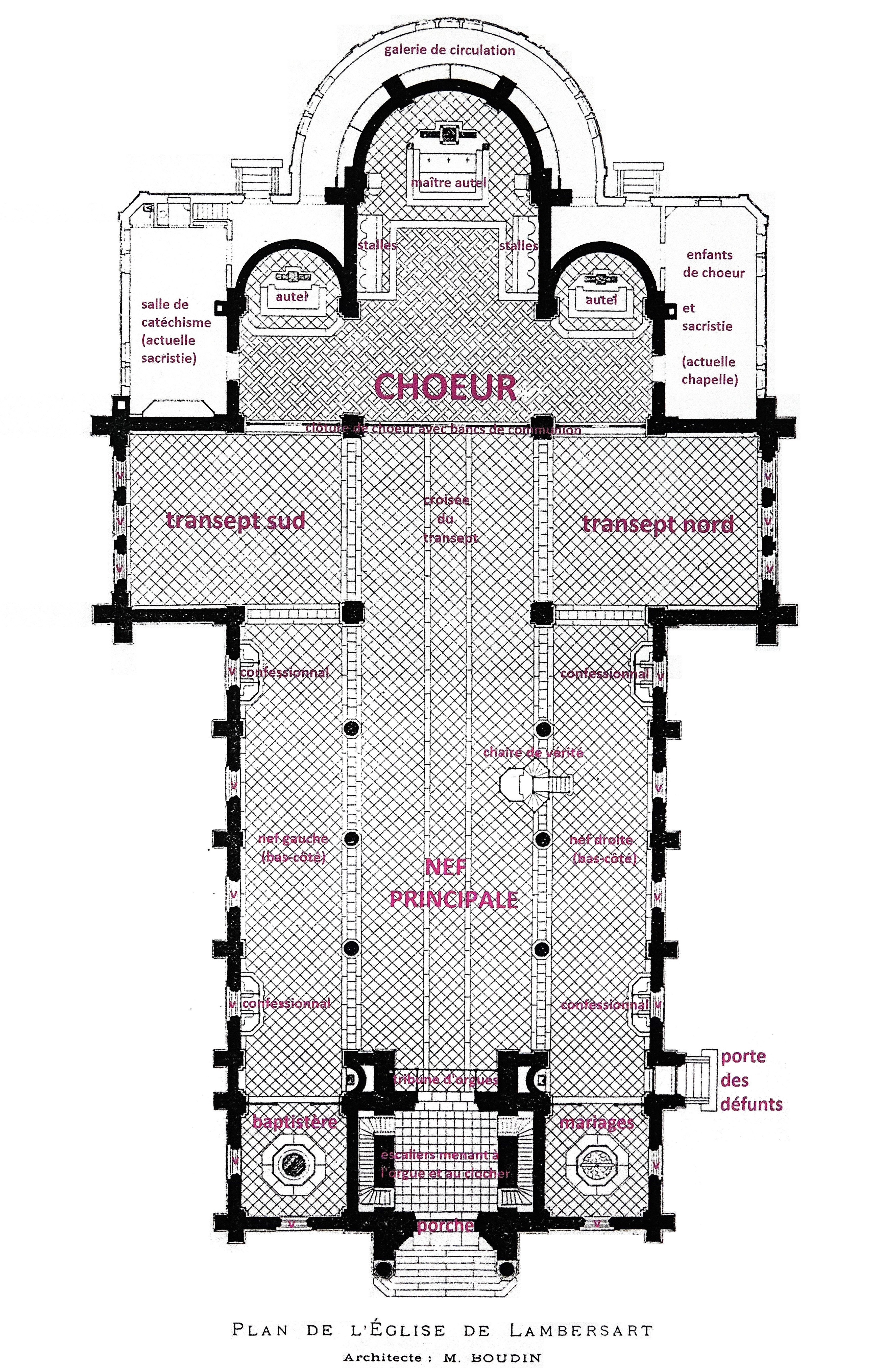
Plan au sol de l'Église Saint-Calixte de Lambersart

La maçonnerie est en briques de Deûlémont. Les parements extérieurs sont en briques mécaniques de Paul Laloy (Frelinghien) alternées avec des pierres blanches de Saint-Dizier (carrière calcaire de Champagne). Le pavement est en pierre de Basècles (calcaire appelé marbre noir de Basècles, près de Beloeil en Belgique). Les bases des colonnes sont en pierres d'Euville (calcaire de la Meuse d'une extrême blancheur et d'un grain très fin). Les fûts monolithes des colonnes sont en pierres bleues de Soignies (calcaire compact du Hainaut belge). Les menuiseries comme la grande porte sont en chêne vernis (forêt de Valenciennes). La couverture est en ardoises de Fumay (Ardennes). Le grès de l'ancienne église est remployé dans le soubassement de l'église actuelle.
Le style est un mélange de style néo-roman et de néogothique. Les baies des fenêtres et les arcs de la voute sont en plein cintre mais les travées présentent des croisées d'ogive.

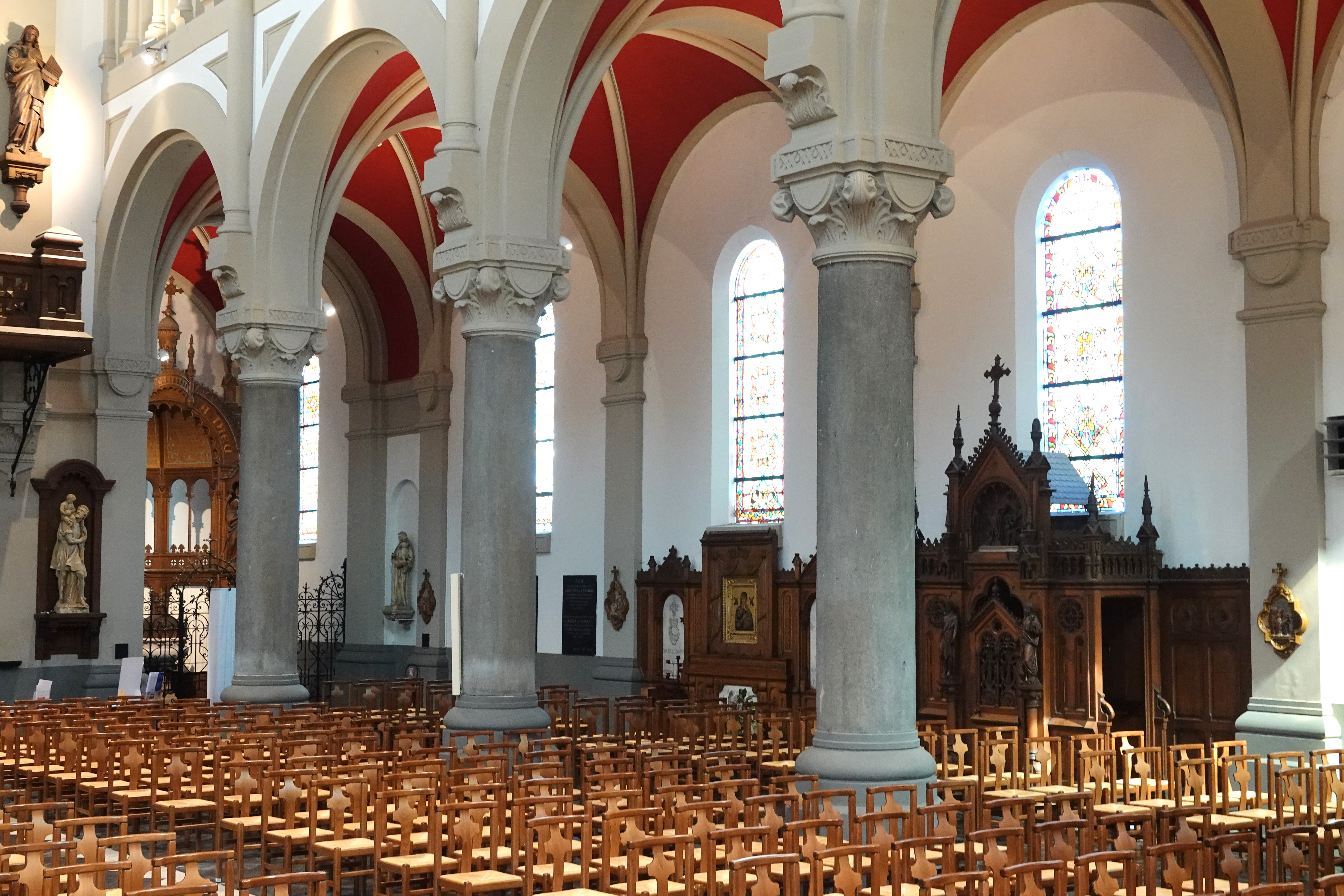
Colonnes
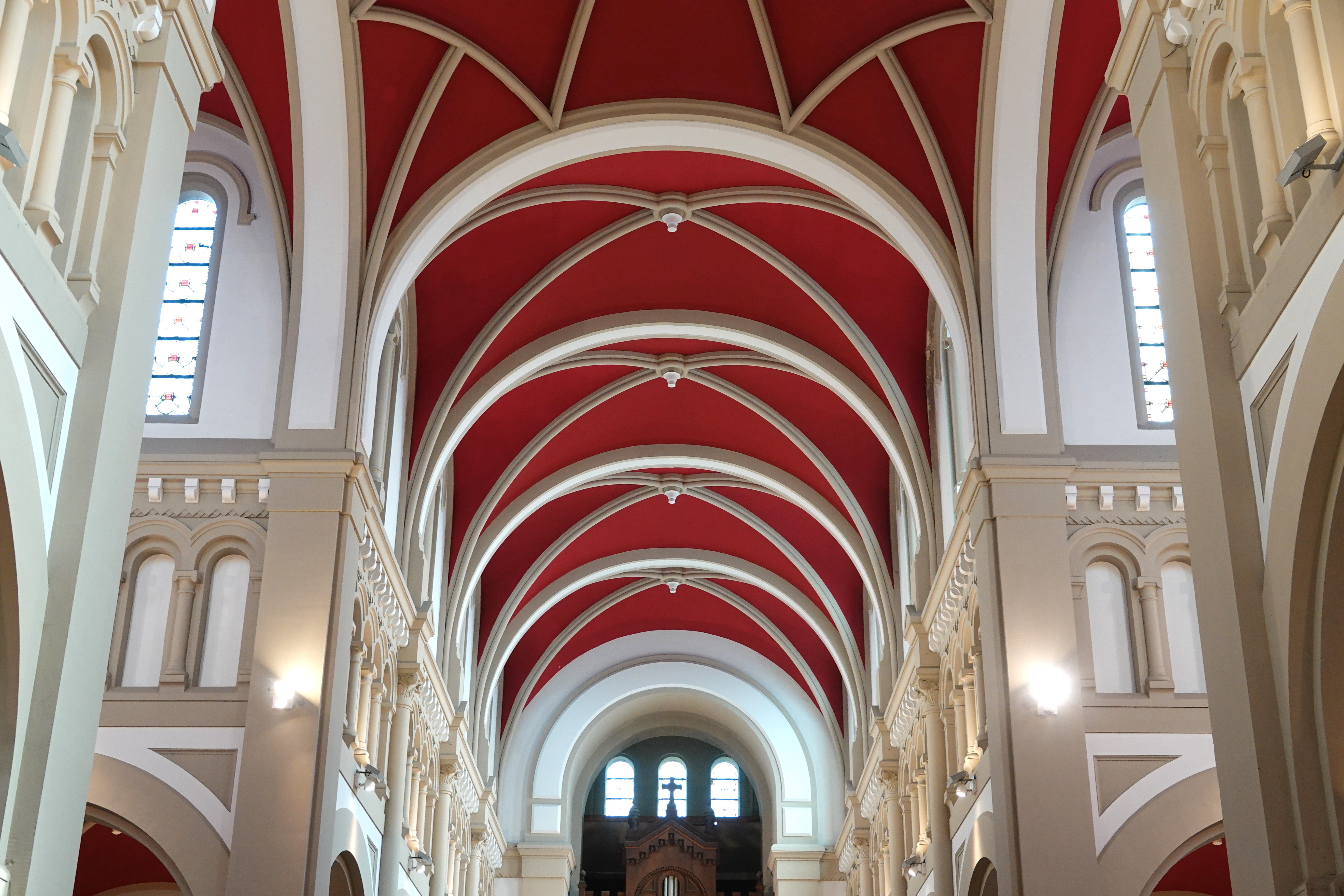
Voûtes

## Mobilier et vitraux

### Mobilier Gustave Pattein
Le mobilier date des années 1895-1902 et a été réalisé principalement par l'atelier Gustave Pattein, réputé sculpteur ébéniste d'Hazebrouck. Il comprend : 
- des fonts baptismaux en marbres surmontés d'un grand baldaquin en chêne
- deux confessionnaux en chêne
- deux paires de cinq stalles en chêne
- des lambris muraux en chêne dans le chœur
- une tribune et un buffet d'orgue en chêne
- une chaire en chêne (disparue en 1968)
- un chemin de croix (disparu en 1968)

Œuvres de Pattein pour l'église Saint-Calixte de Lambersart
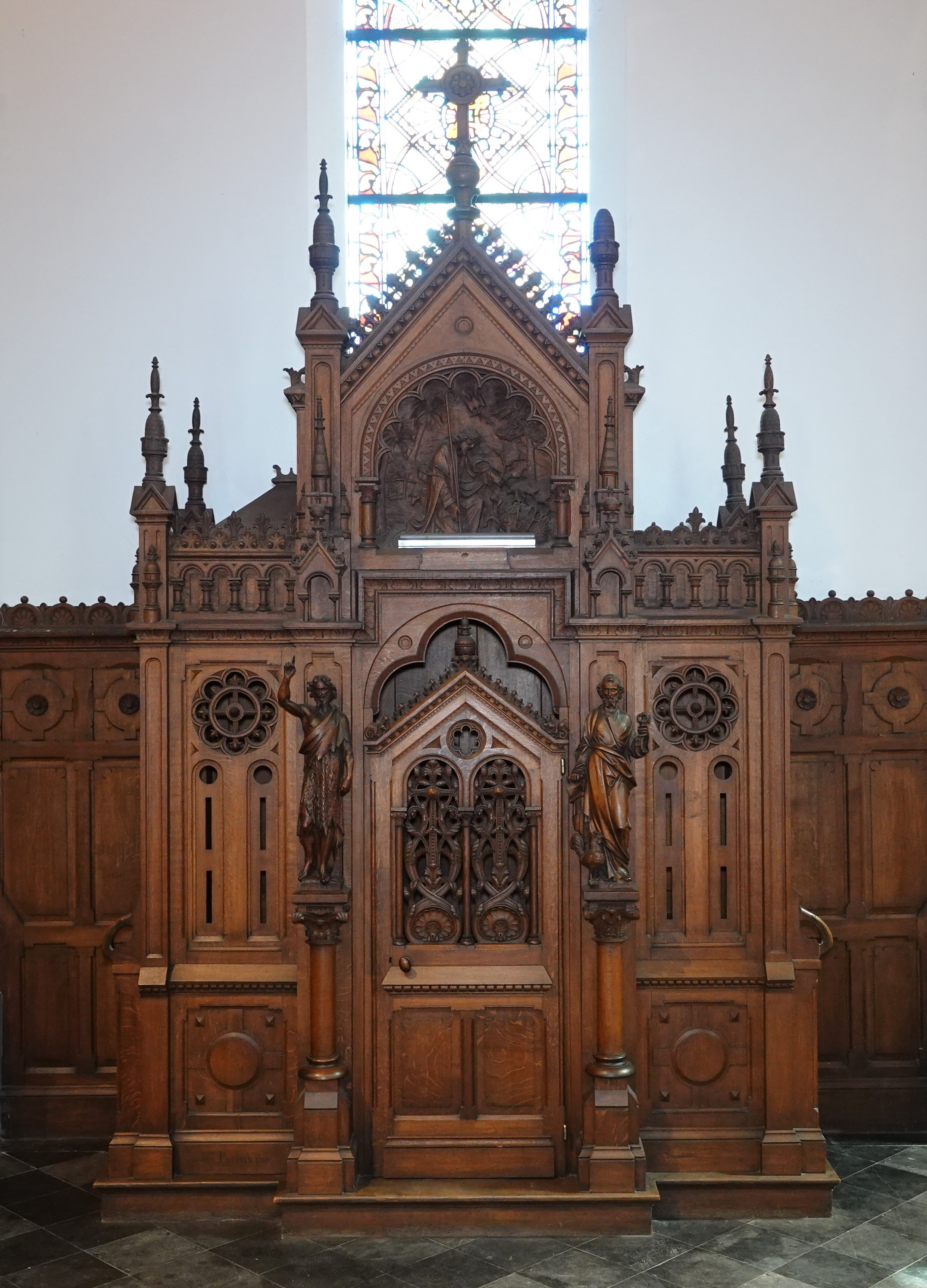
Confessionnal
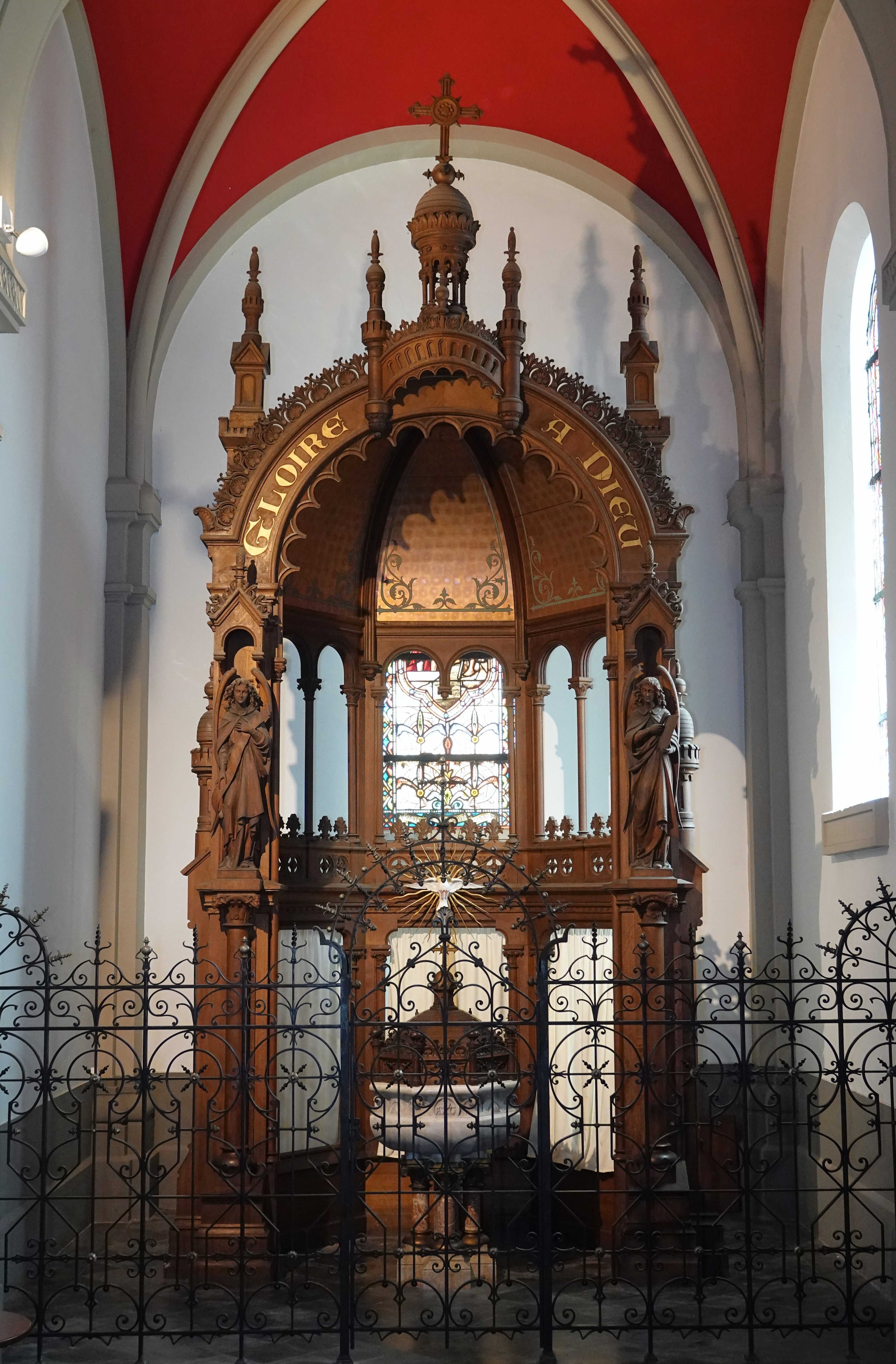
Fonts baptismaux et baldaquin
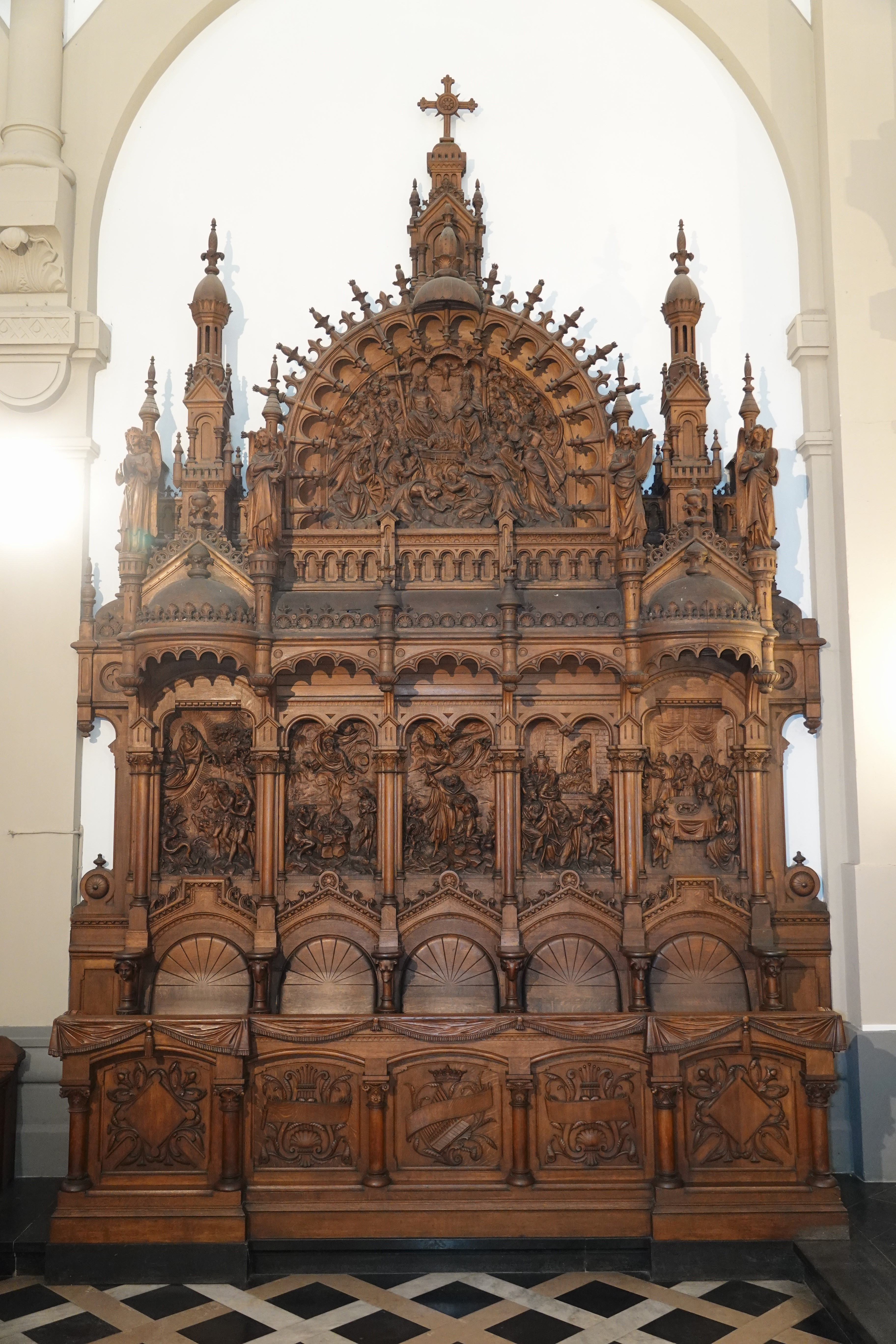
Stalles
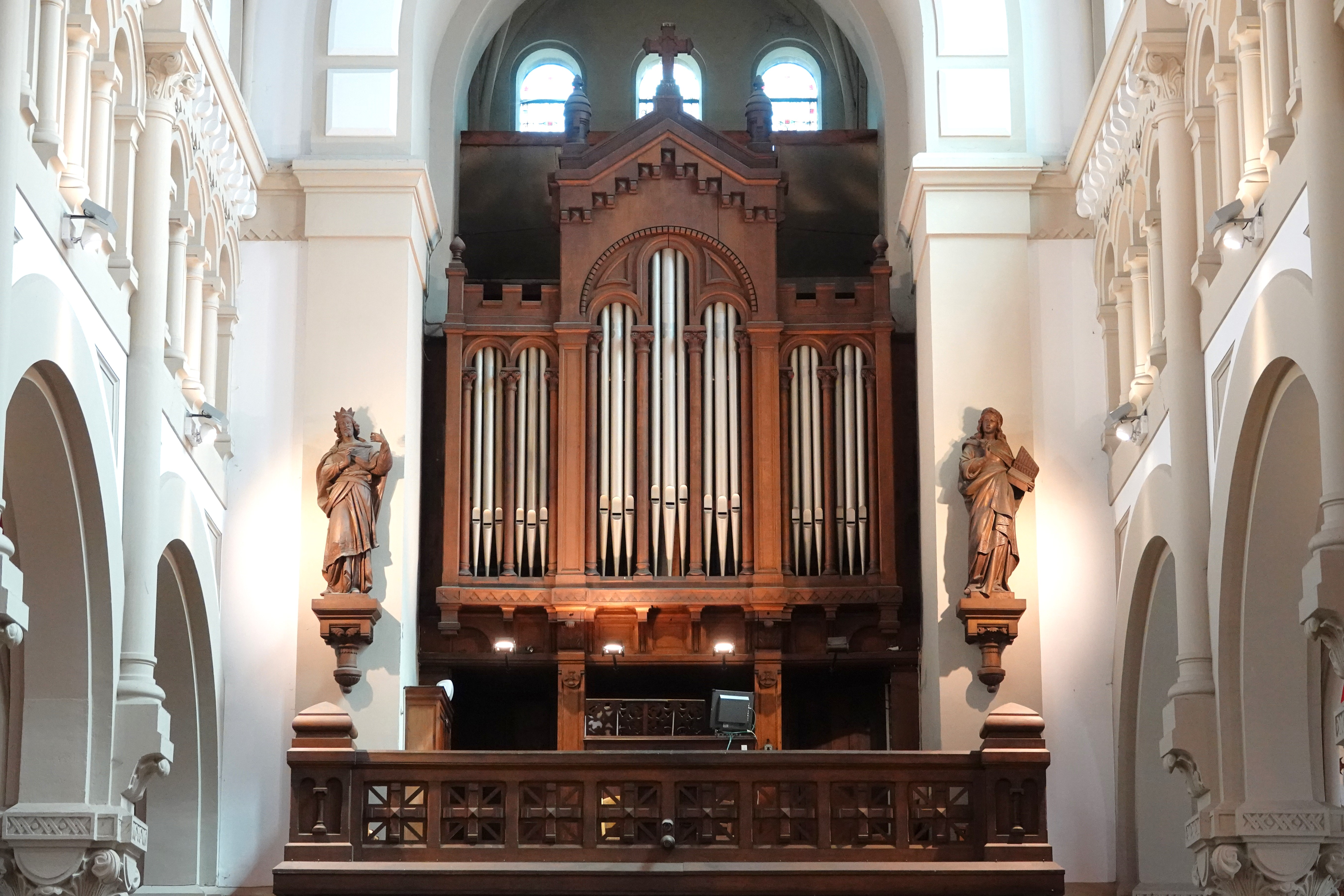
Buffet d'orgue et tribune
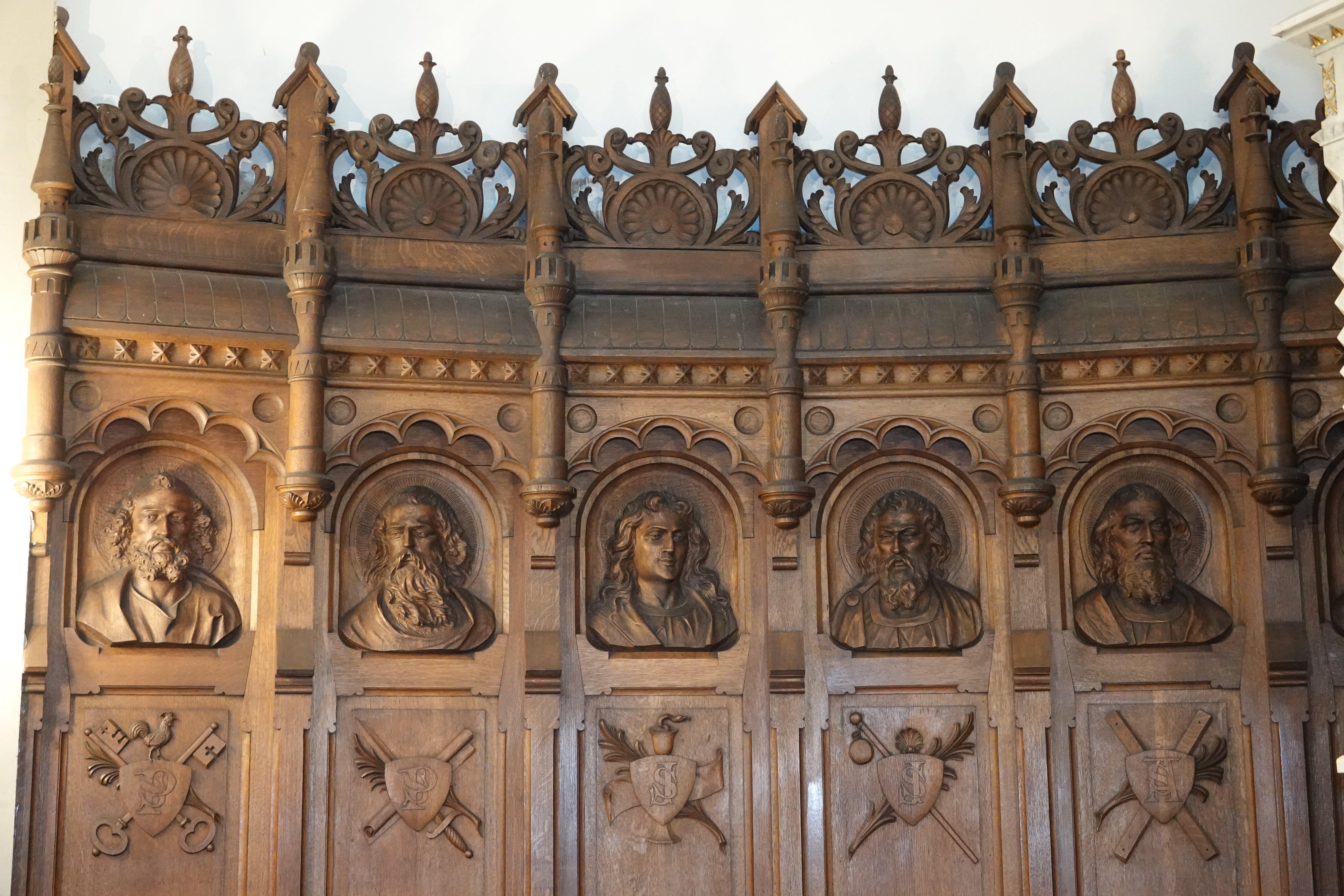
Cloison murale du chœur

### Mobilier Modeste Verlinden
Le maître-autel et l'autel latéral de la Vierge, en marbre et bronze doré, sont de Modeste Verlinden. Cet artiste qui s'est distingué à l'Exposition Universelle d'Anvers en 1885 avec le maître-autel en marbre de Carrare de l'église Saint-Maclou de Wattrelos est actif autour de la métropole Lilloise entre 1874 et 1909. 

Ces autels partagent de nombreux éléments communs avec les autels de marbre de l'église Saint-Piat de Roncq, de l'église de l'Immaculée Conception de Wervicq-Sud et de l'église Saint-Vaast de Bondues, œuvres de Verlinden. 

Maître-autel de l'église Saint-Calixte de Lambersart
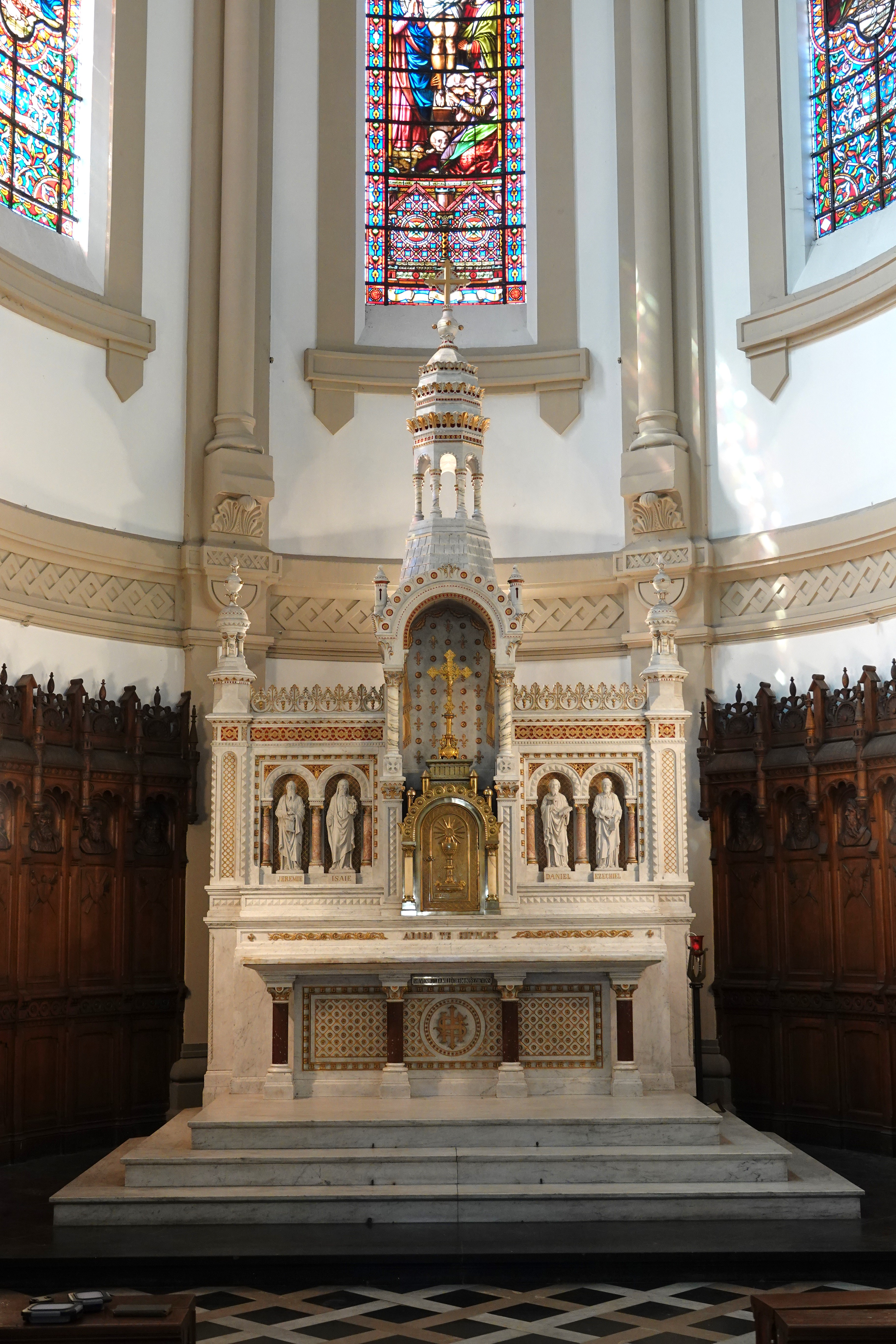
Maître-Autel
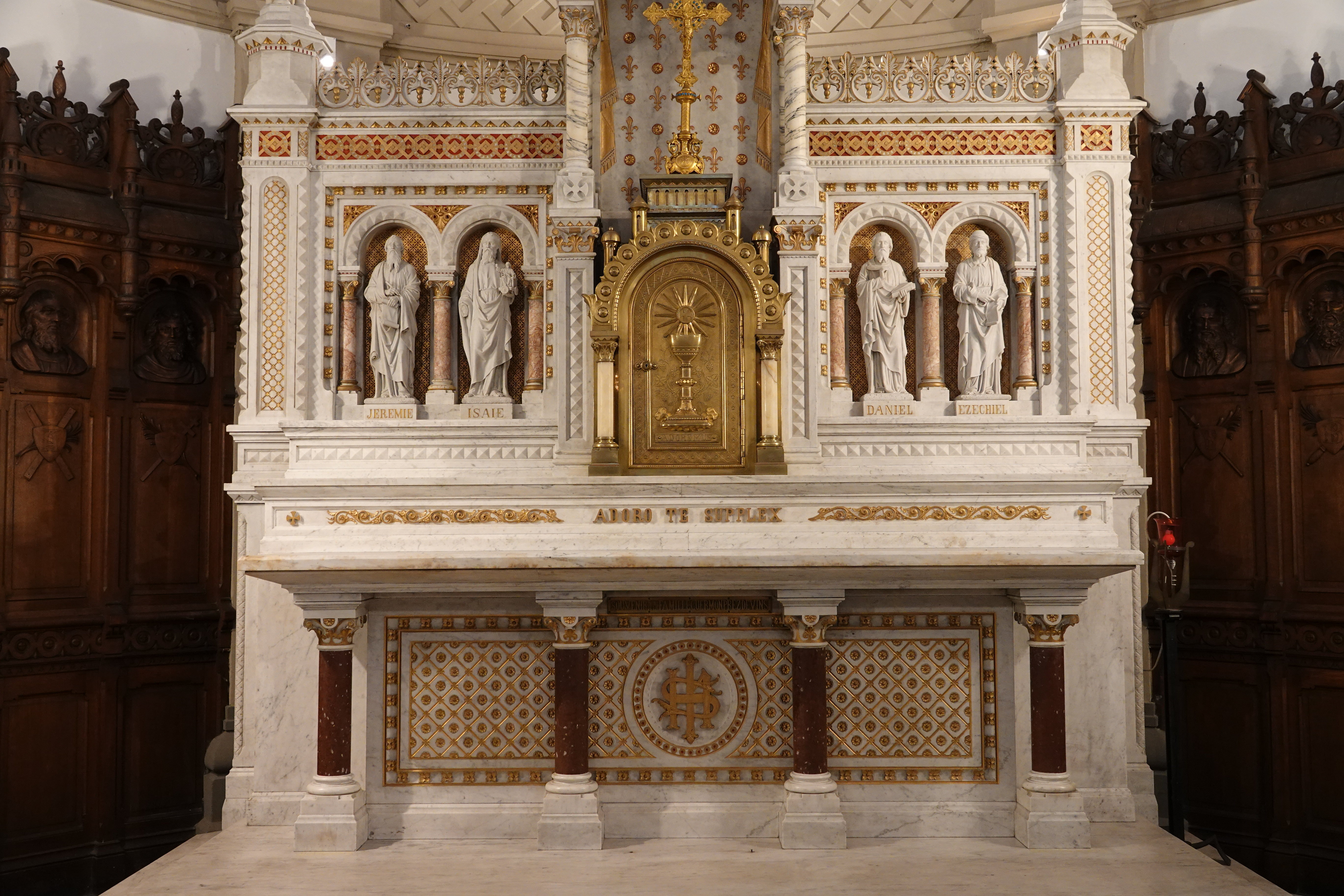
Maître-Autel (détail)
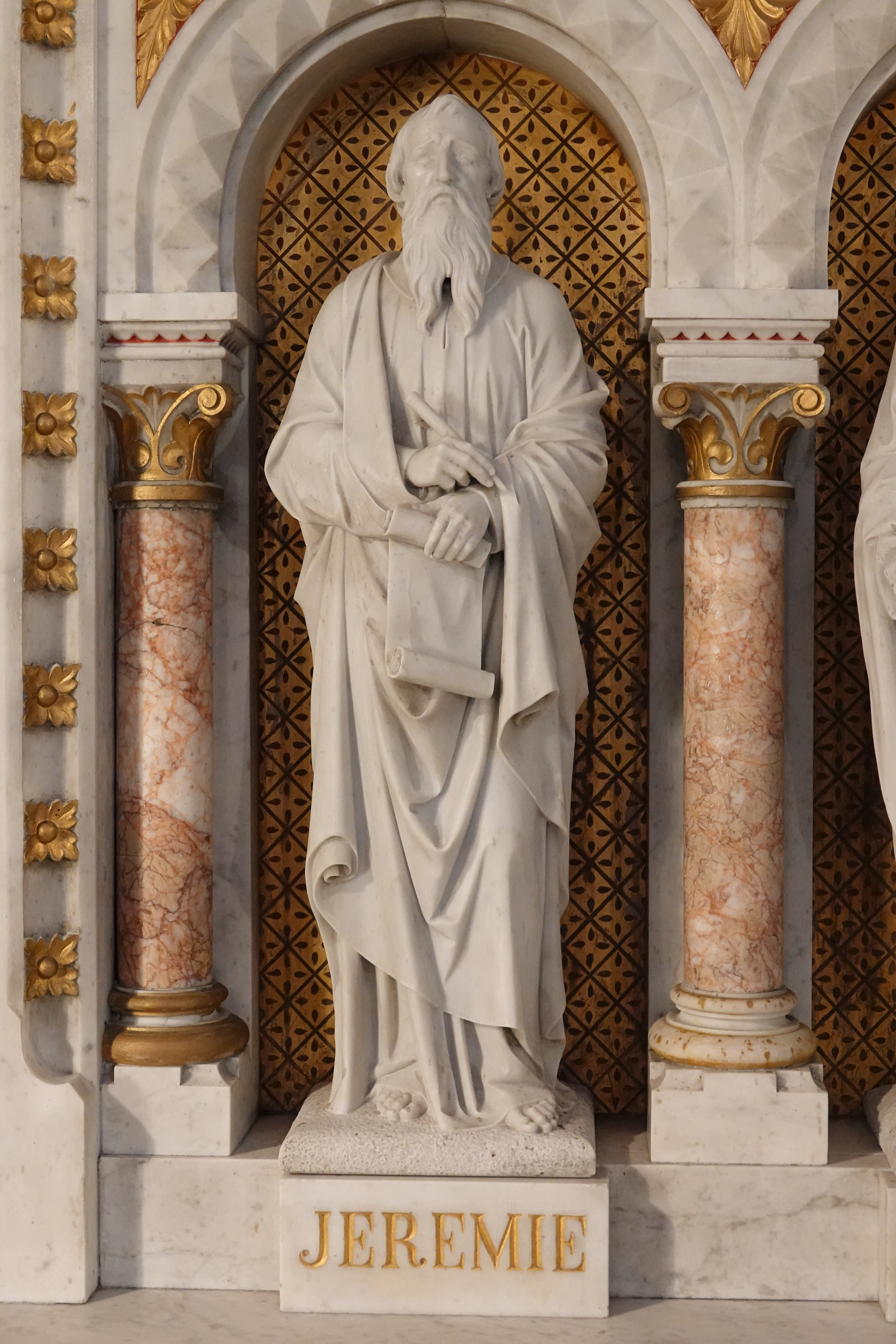
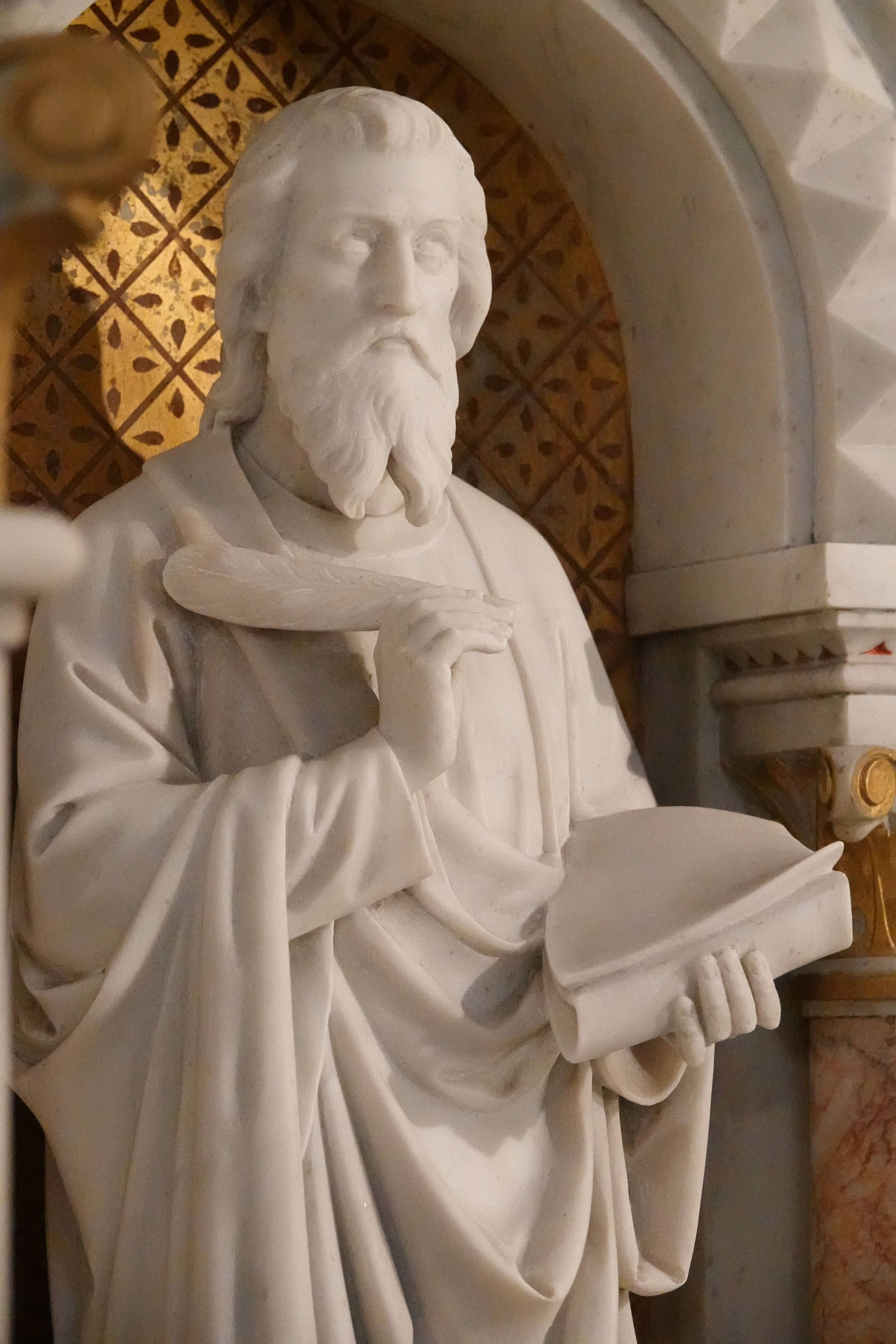
Prophète Daniel
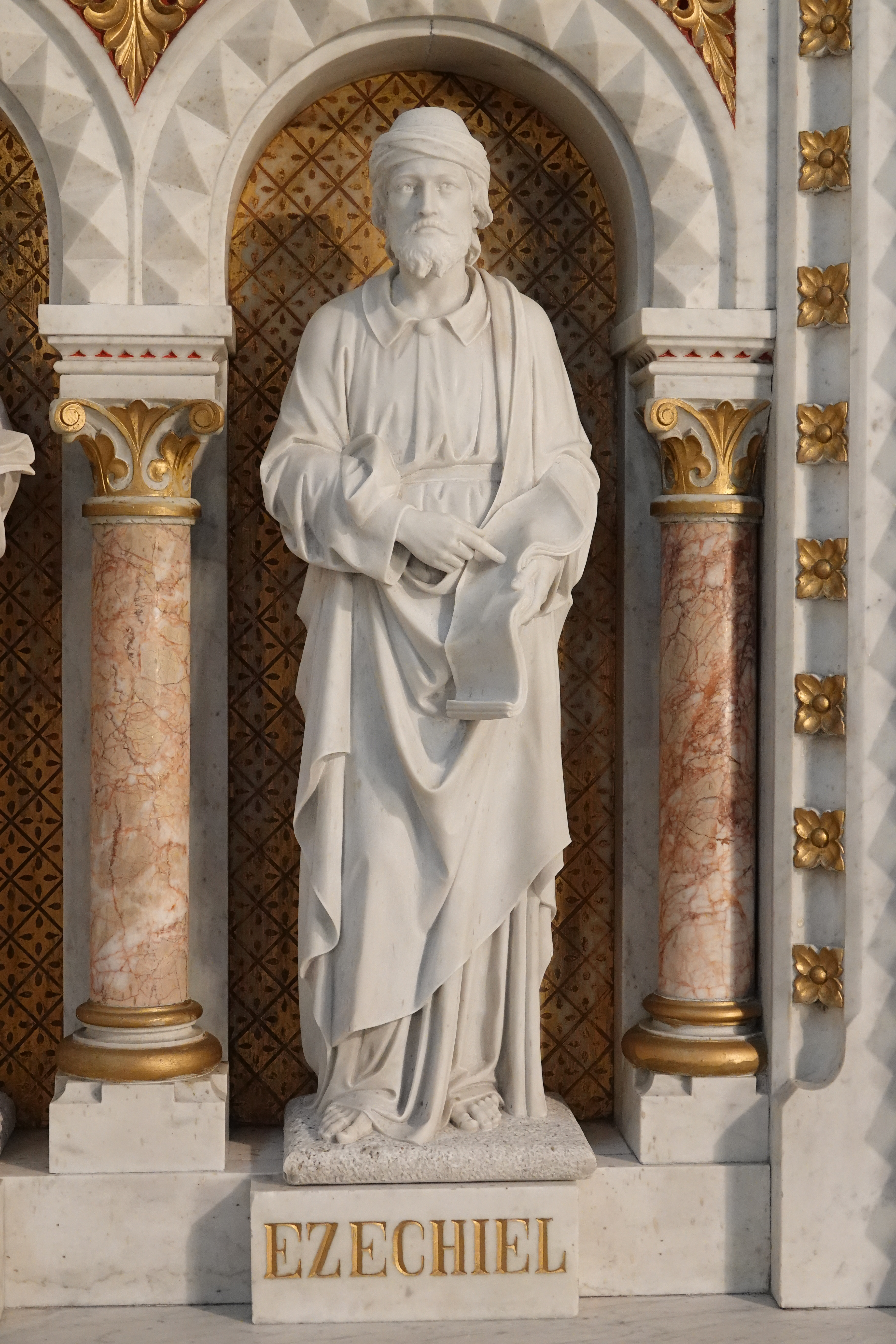
Prophète Ezéchiel
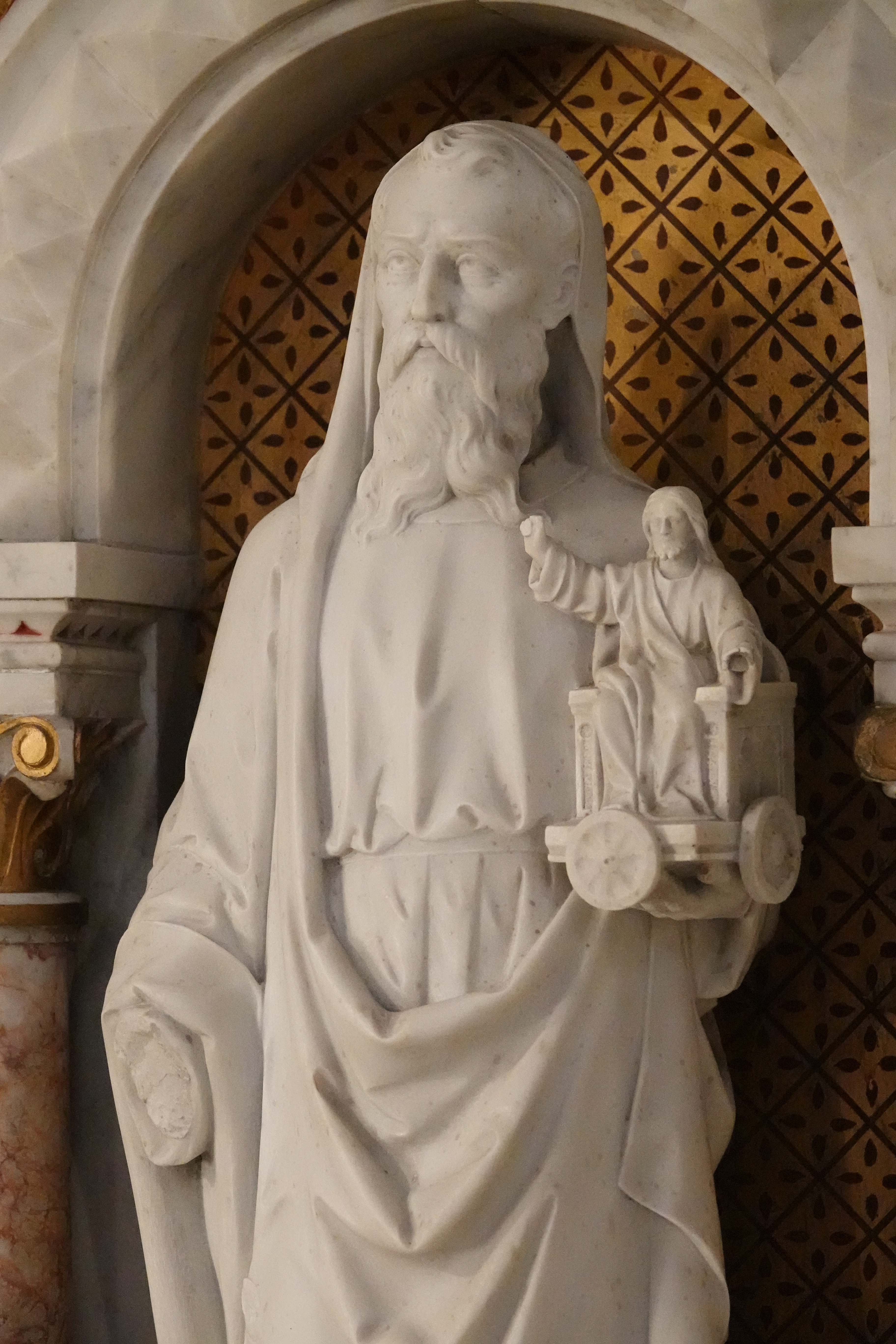
Prophète Isaïe

Autel de la Vierge de l'église Saint-Calixte de Lambersart
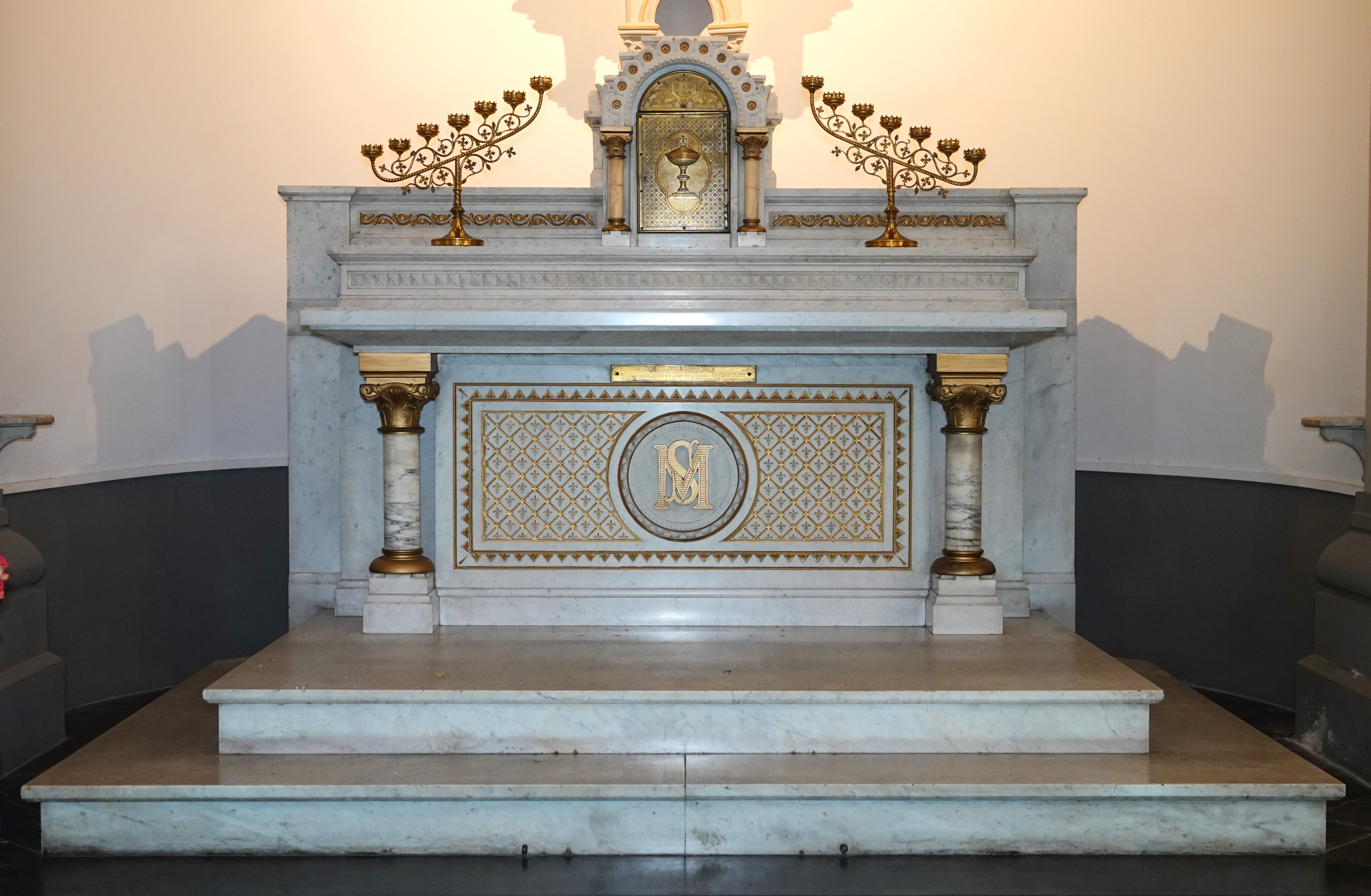
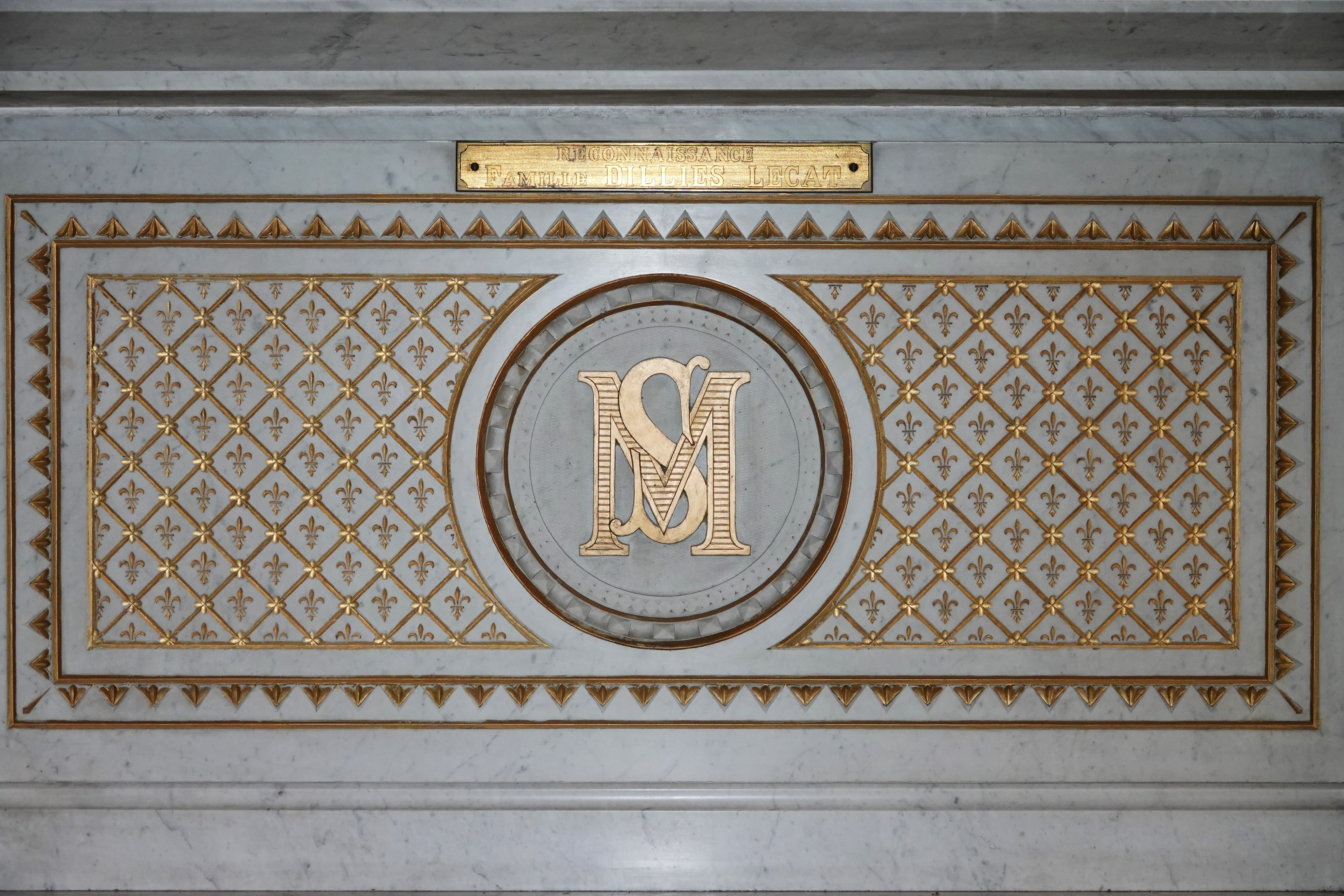
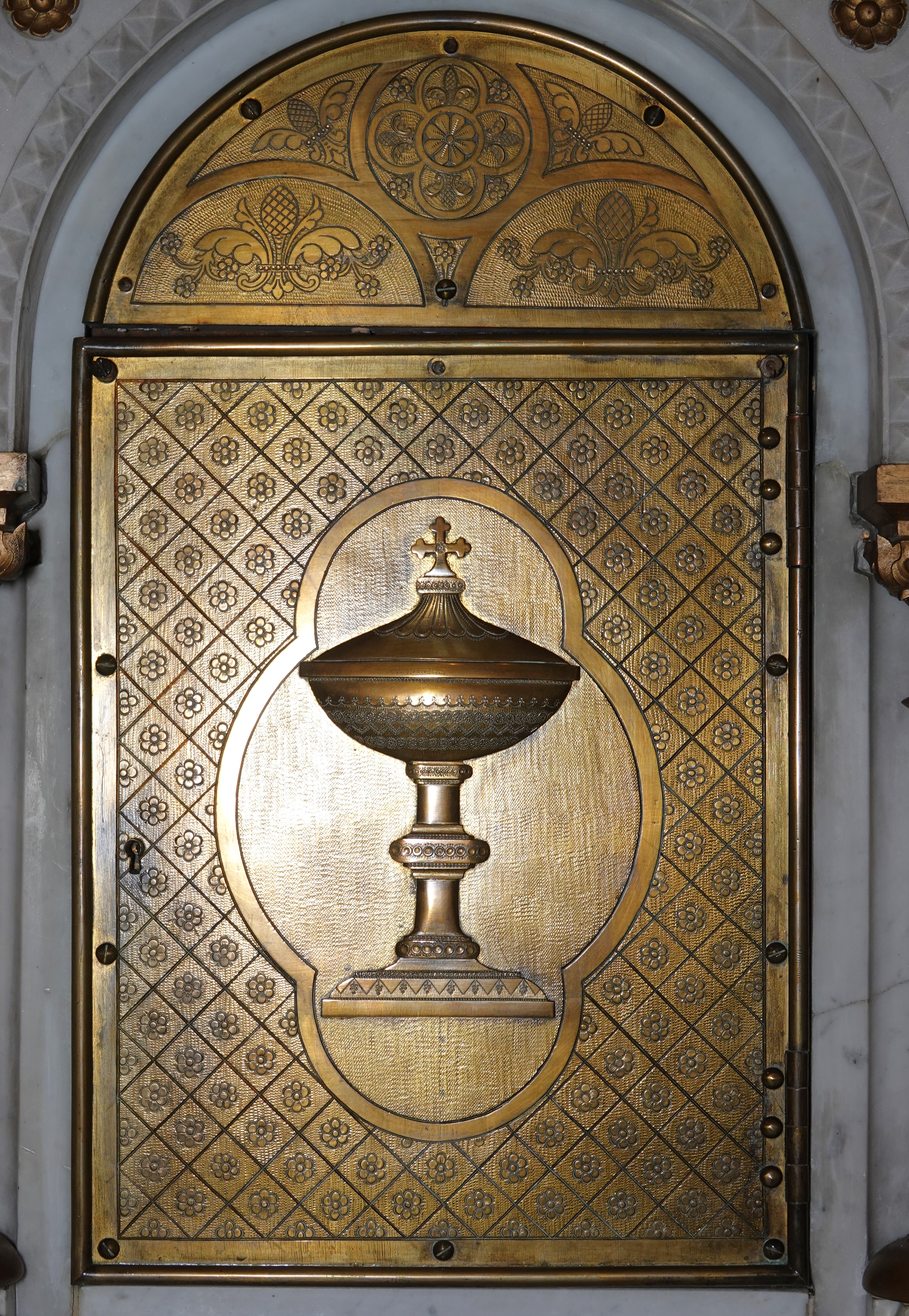

### Mobilier Gaston Lefèbvre
L'autel situé près de la porte d'entrée latérale a été réalisé par l'atelier de Gaston Lefèbvre (futur atelier Lefèbvre-Lenclos) de Beuvry. Il date probablement des années 1920.

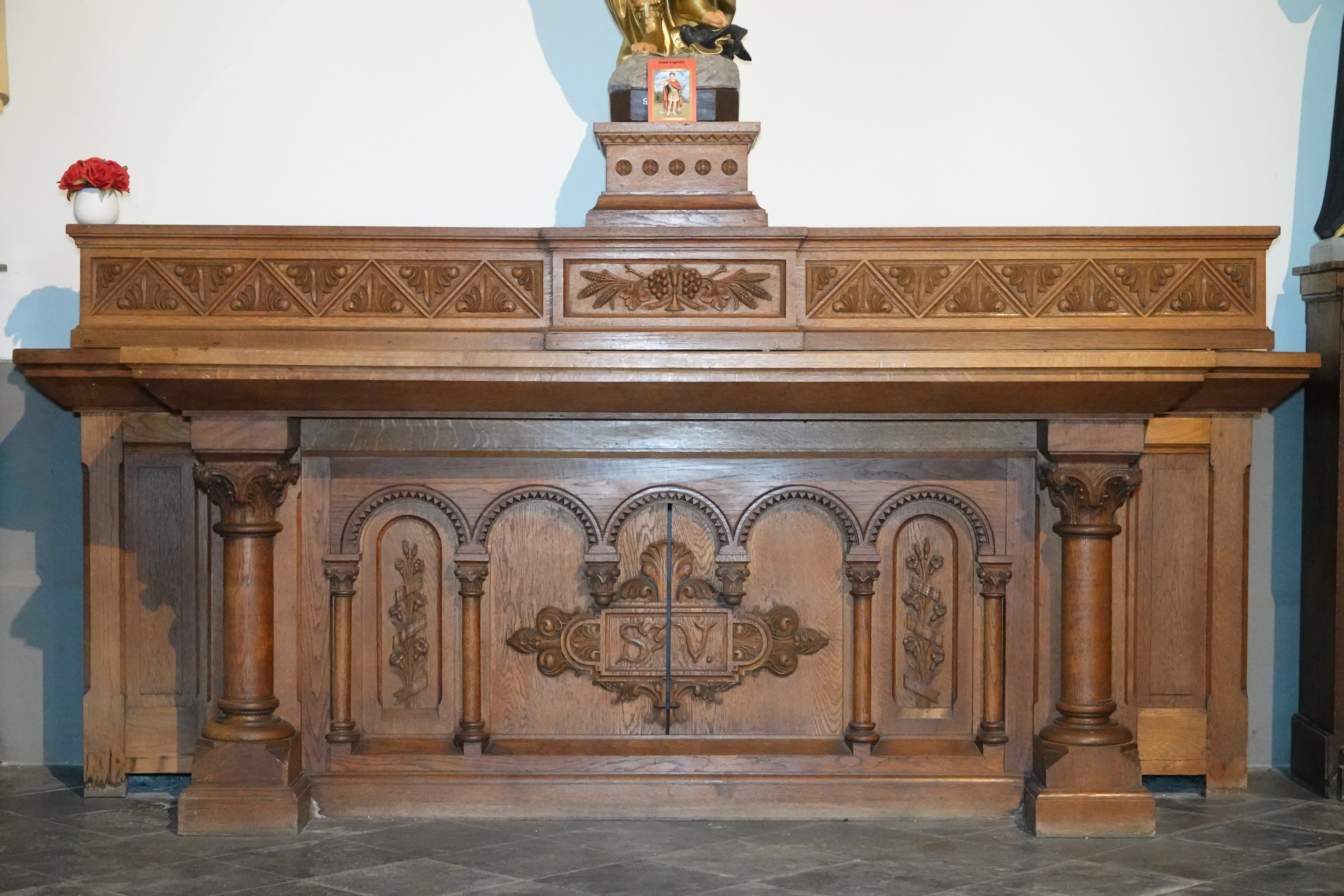
Autel dans l'ancienne chapelle des mariages de l'Église Saint-Calixte de Lambersart par Gaston Lefebvre

### Autres éléments de mobilier
L'auteur du banc de communion en chêne et marbre est inconnu. Il pourrait s'agir de Pattein ou de Verlinden. 

Banc de communion de l'église Saint-Calixte de Lambersart
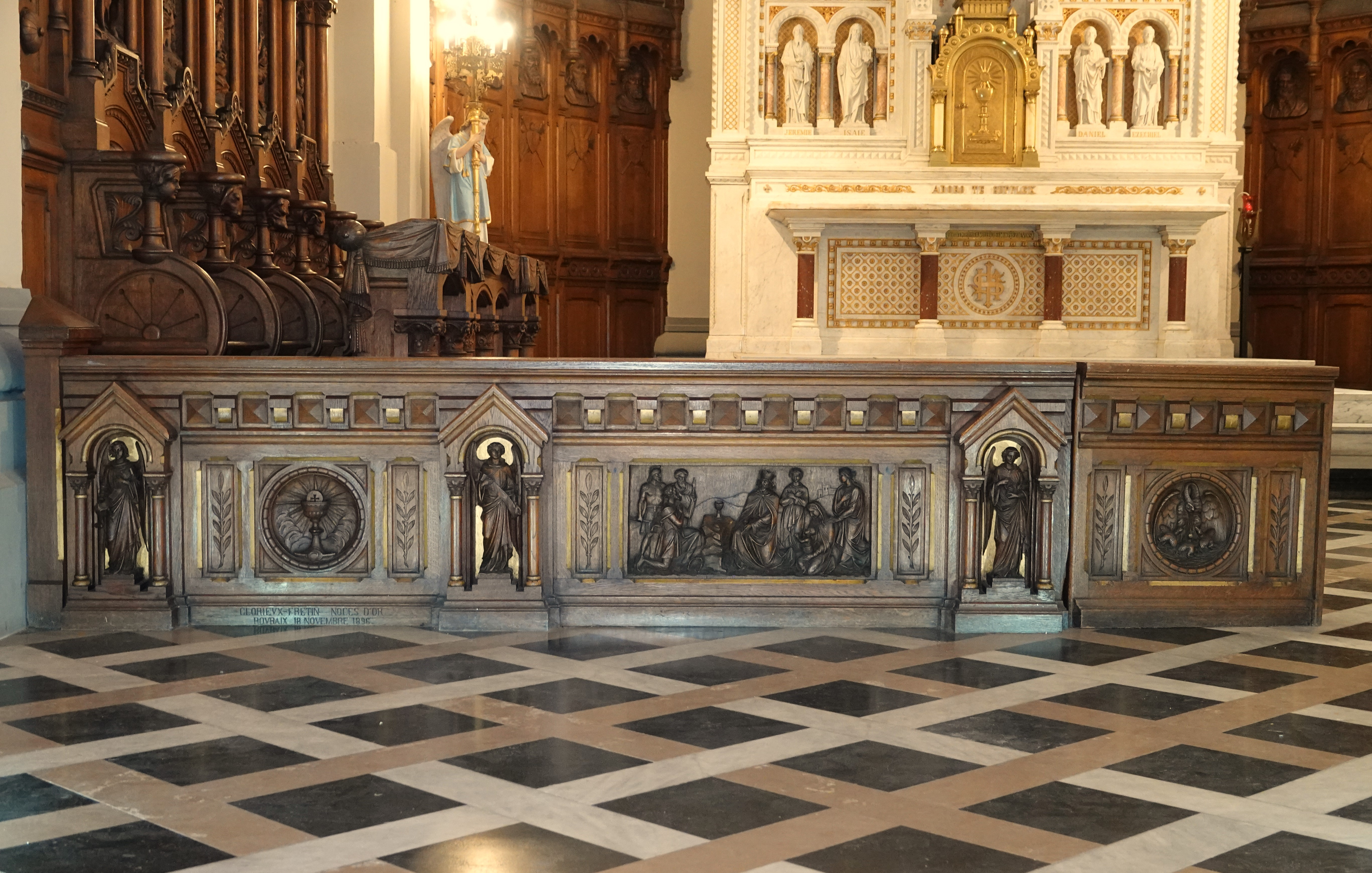
Côté droit du choeur
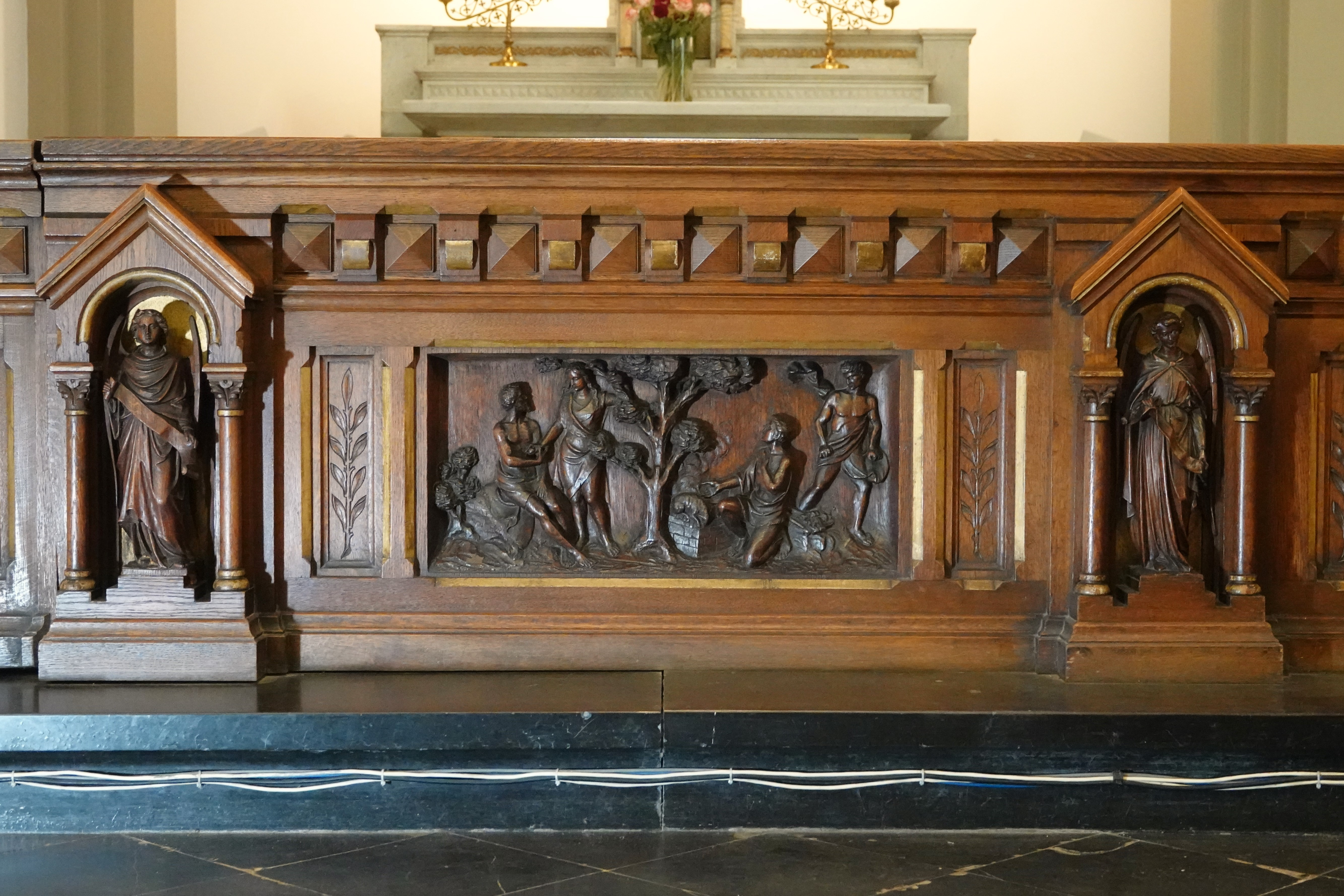
Anges et scène "Adam et Eve, Caïn et Abel"
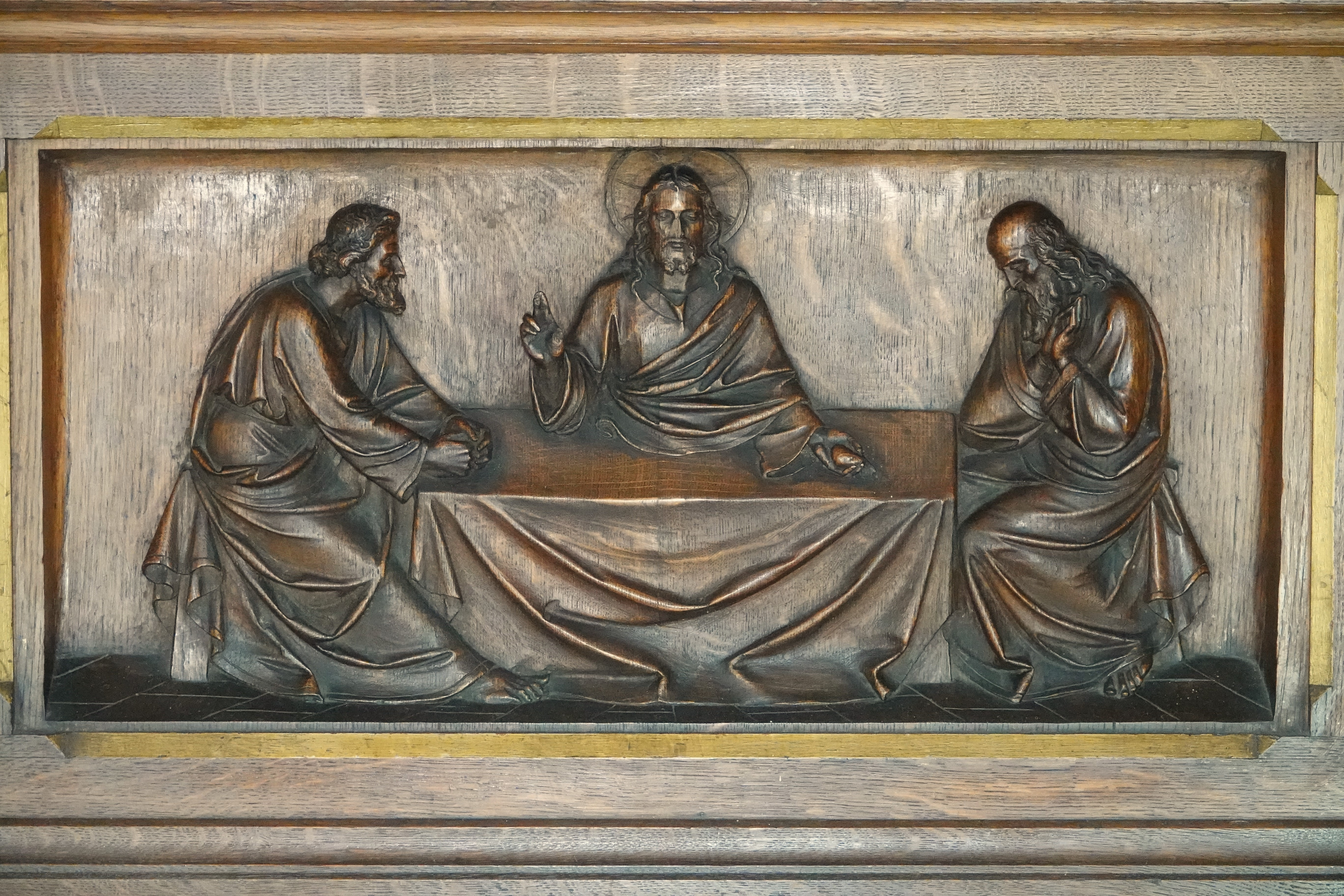
Cène
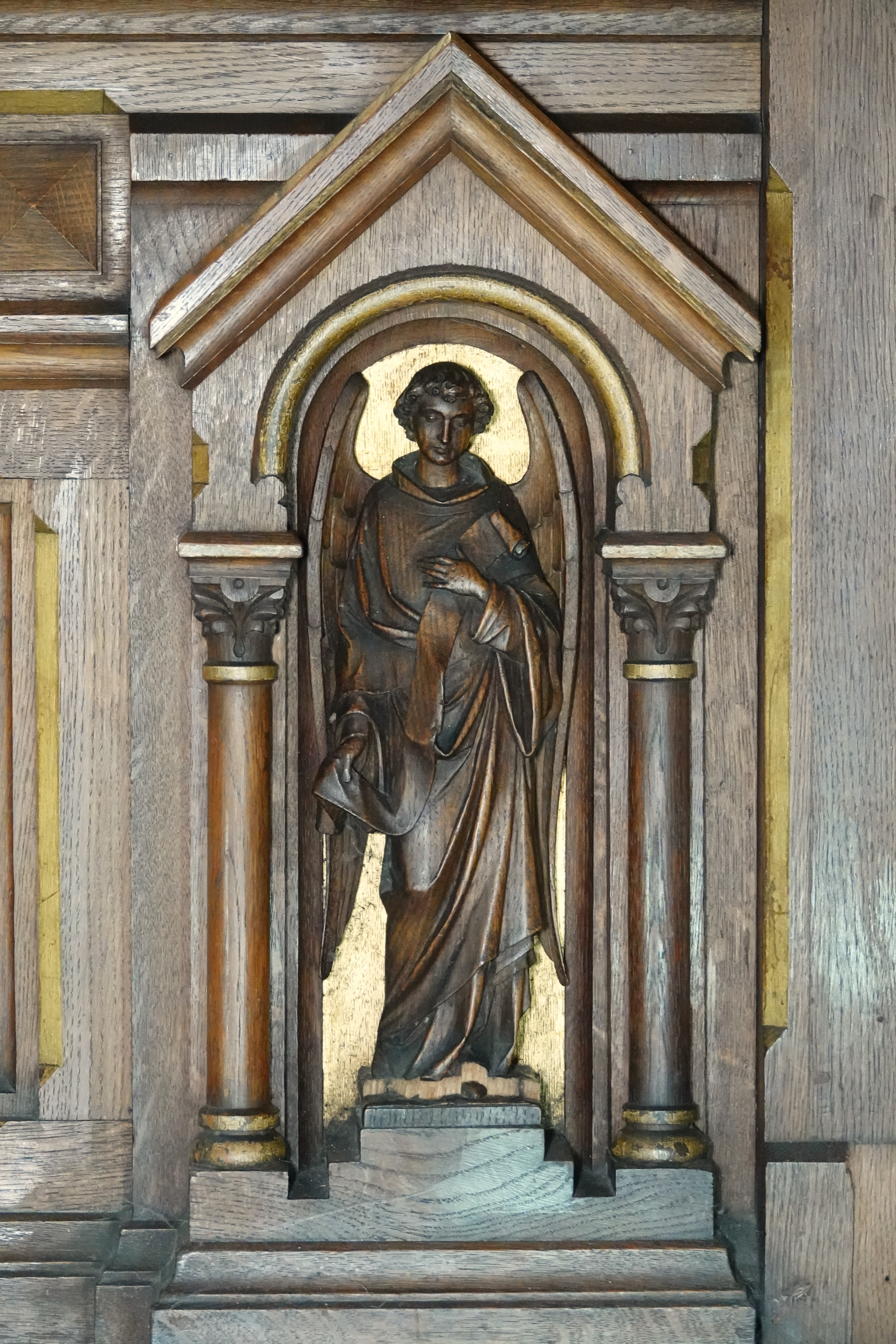
Ange avec phylactère

### Orgue

#### Historique
L'orgue est l'œuvre de Pierre Schyven & Cie de Bruxelles. Il est construit en 1894.

Orgue de l'église Saint-Calixte de Lambersart
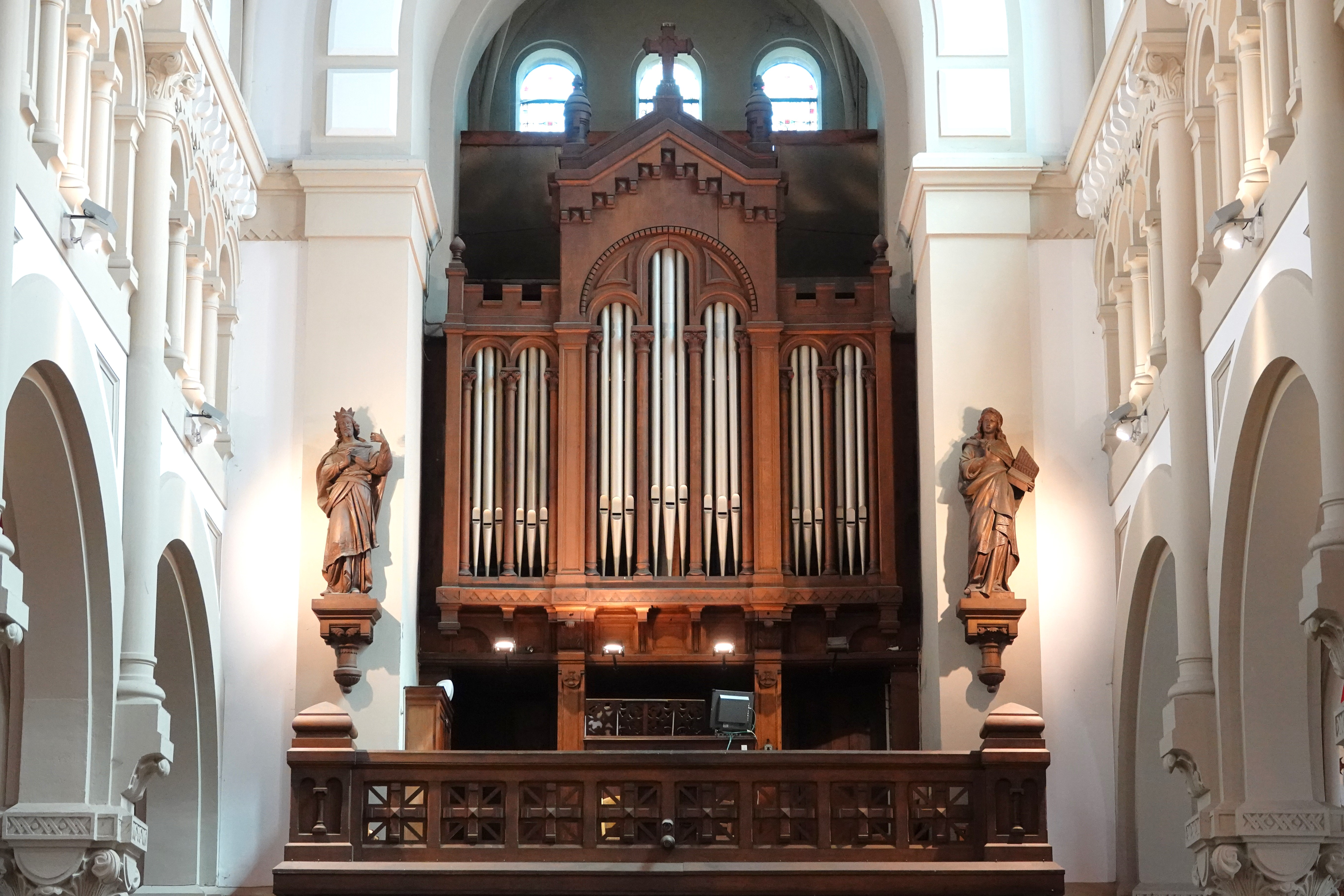
Buffet de Gustave Pattein
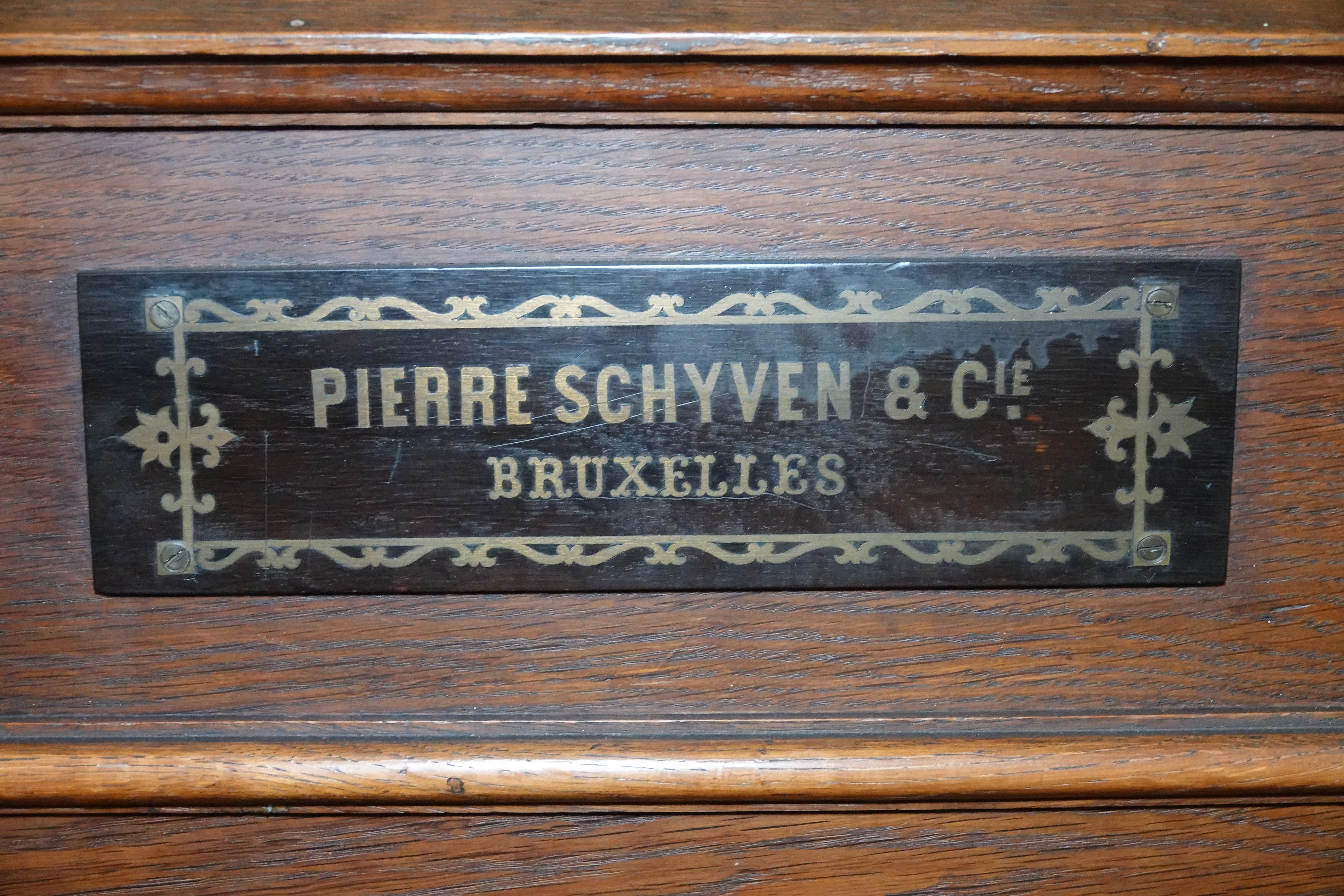
Plaque de signature de Pierre Schyven

#### Composition
| Grand Orgue Etendue : C1-G5 (56 notes) |
| Bourdon 16'                            |
| Montre 8'                              |
| Flûte harmonique 8'                    |
| Gambe 8'                               |
| Bourdon 8'                             |
| Prestant 4'                            |
| Fourniture III-IV                      |
| Trompette 8'                           |
| Clairon 4'                             |

| Récit expressif Etendue : C1-G5 (56 notes) |
| Flûte harmonique 8'                        |
| Bourdon 8'                                 |
| Salicional 8'                              |
| Voix céleste 8'                            |
| Flûte d'écho 4'                            |
| Doublette 2'                               |
| Trompette harmonique 8'                    |
| Basson-hautbois 8'                         |
| Voix humaine 8'                            |
|                                            |

| Pédale Etendue : C1-F3 (30 notes) |
| Soubasse 16'                      |
| Octave 8'                         |
| Bombarde 16'                      |
|                                   |

#### Accessoires
Accouplement 16 Récit/Grand Orgue, Accouplement Récit /Grand Orgue, Crescendo général, Expression Récit par bascule, Tirasse Grand Orgue, Tirasse Récit, Trémolo Récit

### Vitraux
Les vitraux sont issus de la célèbre entreprise Latteux-Bazin (Le Mesnil-Saint-Firmin, Oise).

Vitraux de l'église Saint-Calixte de Lambersart par Latteux-Bazin
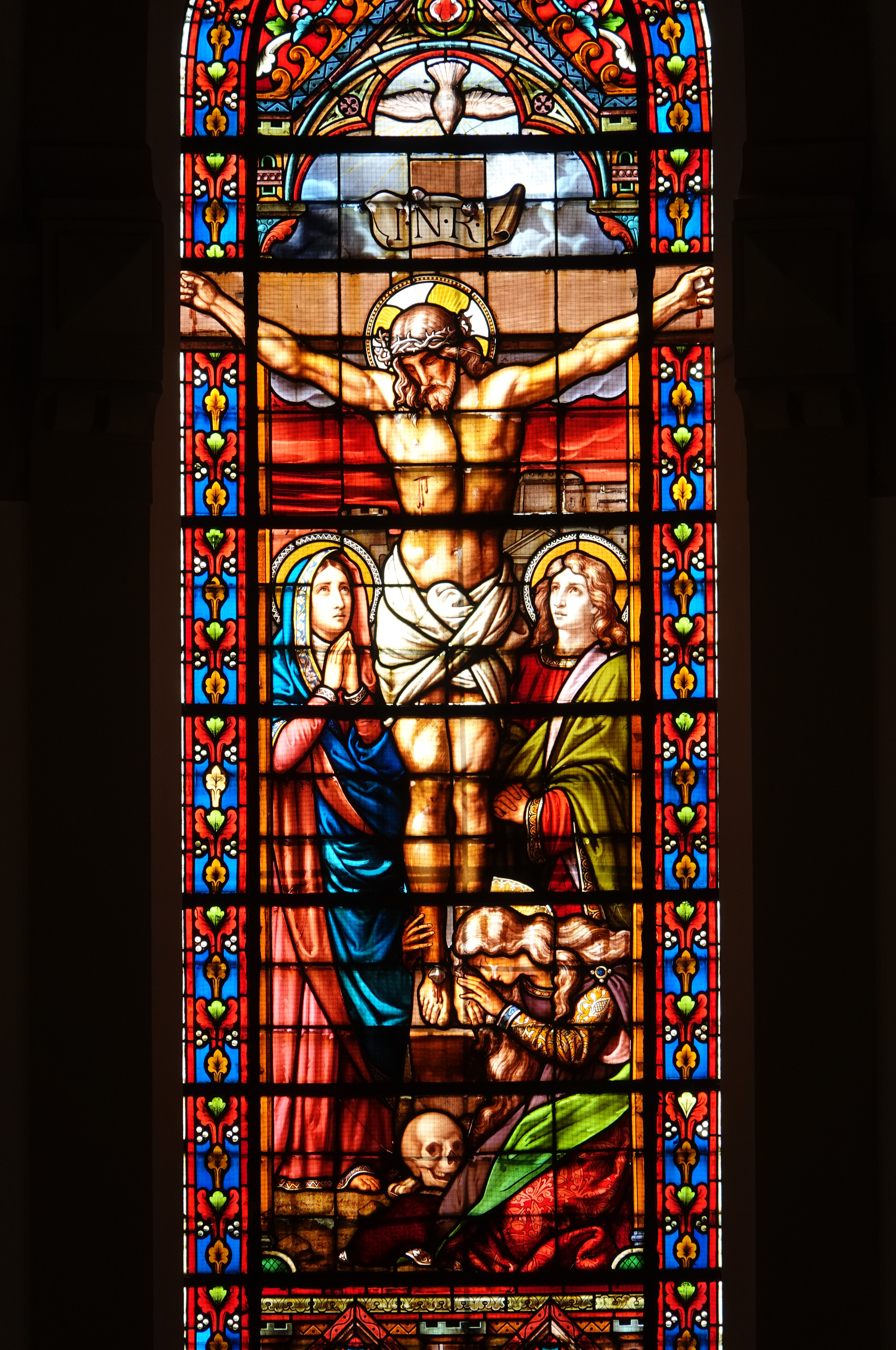
Crucifixion (choeur)
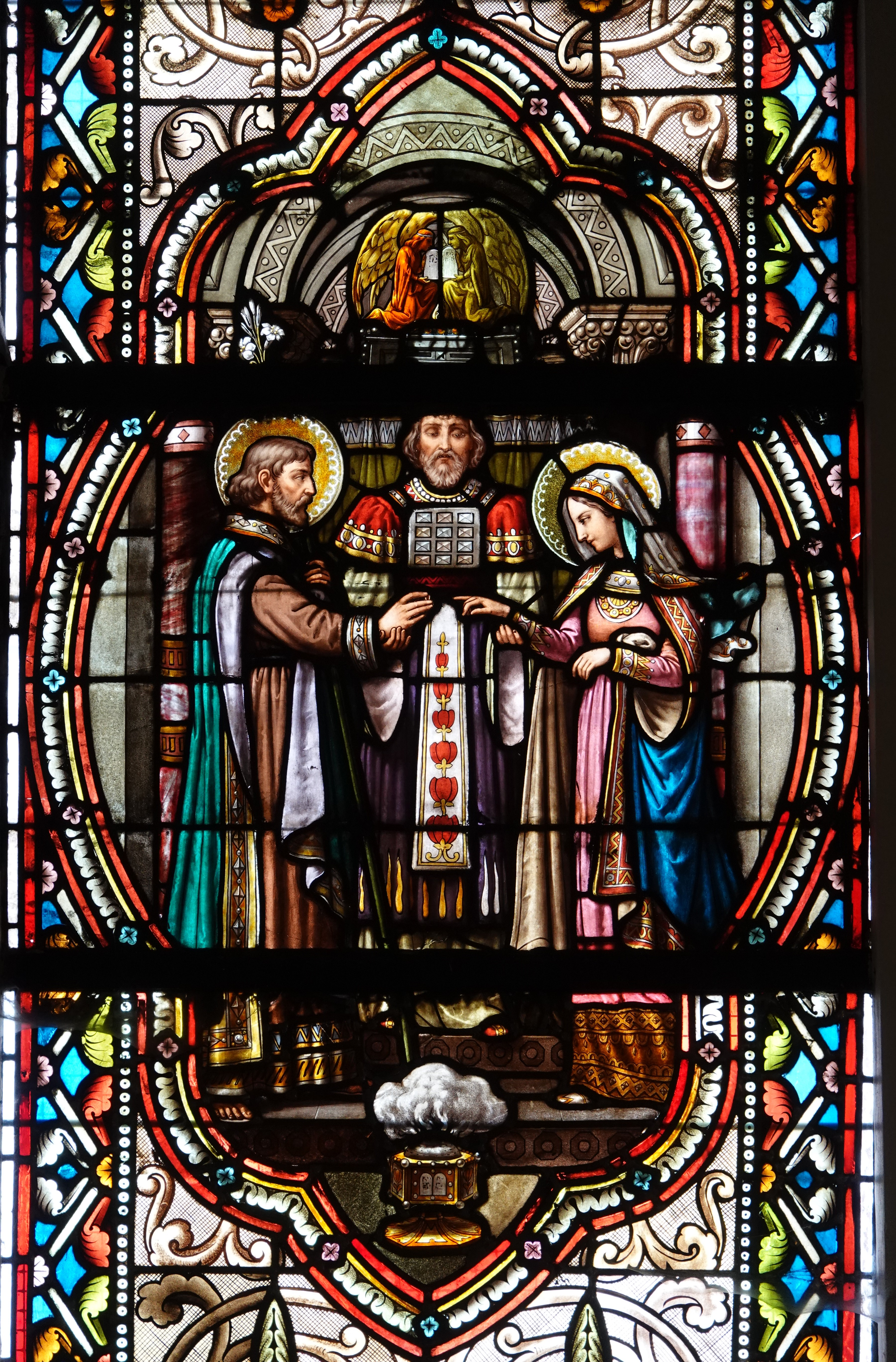
Mariage de la Vierge (Chapelle des Mariages)
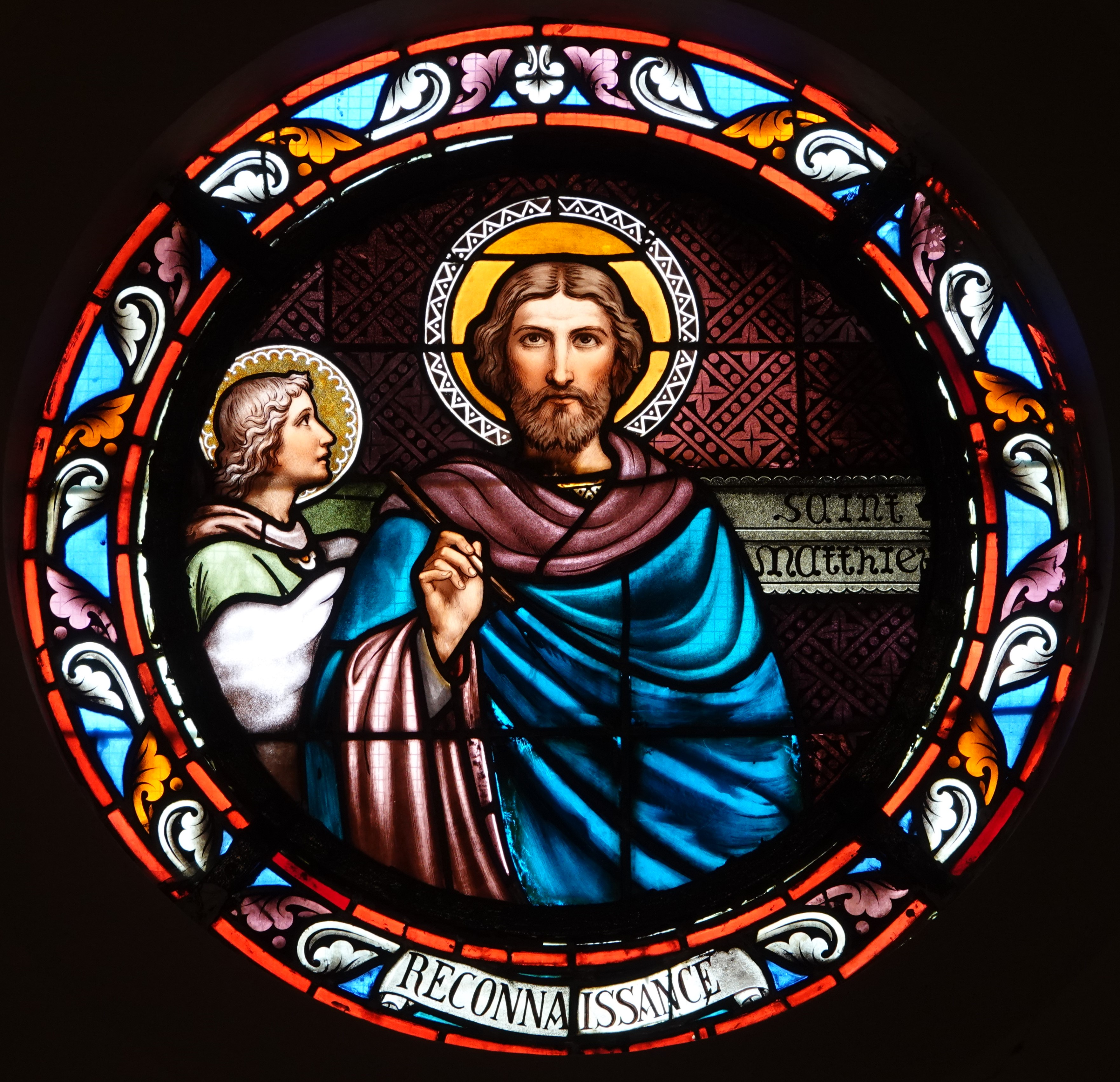
Saint Matthieu (chapelle Saint-Calixte)
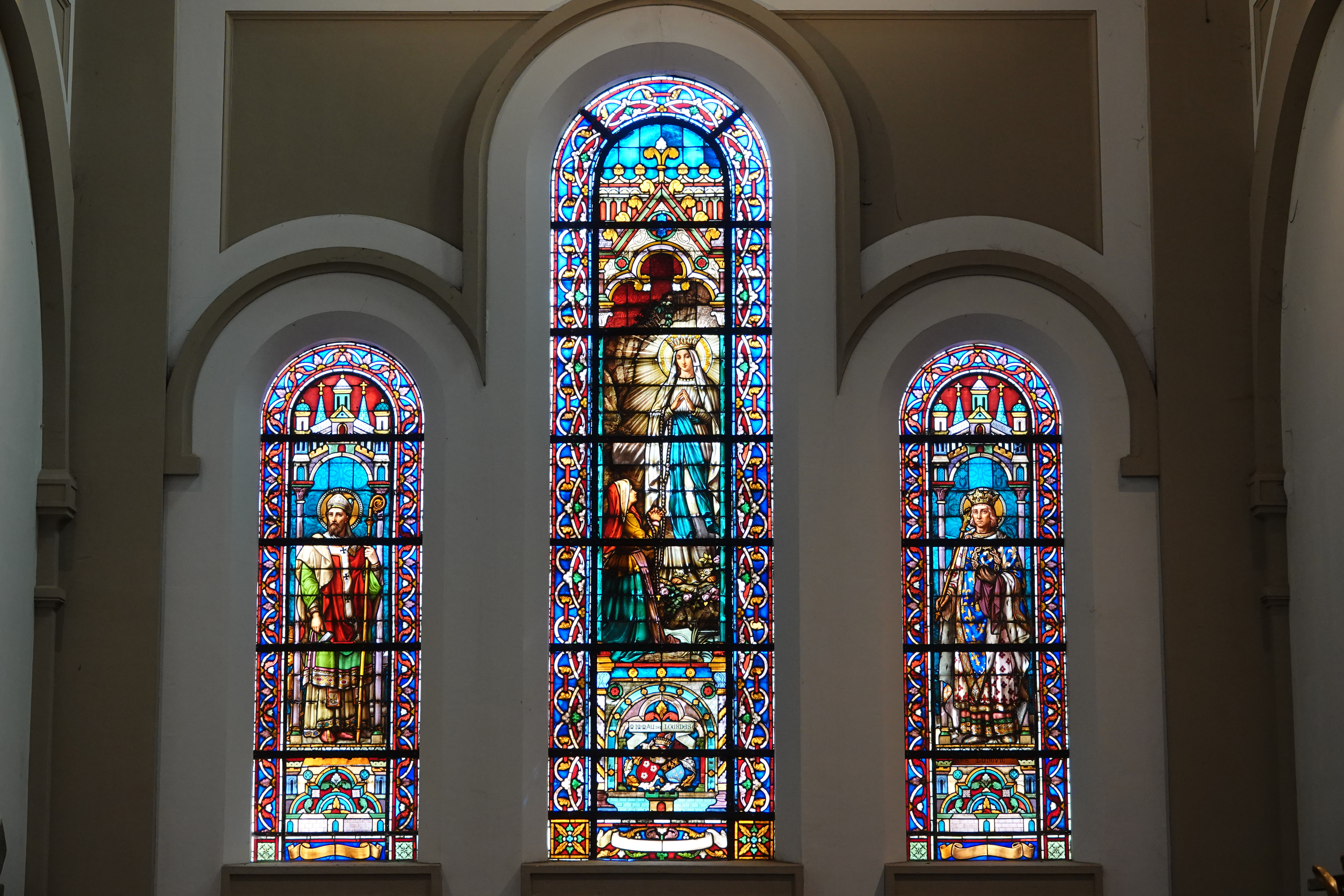
Vitraux du transept
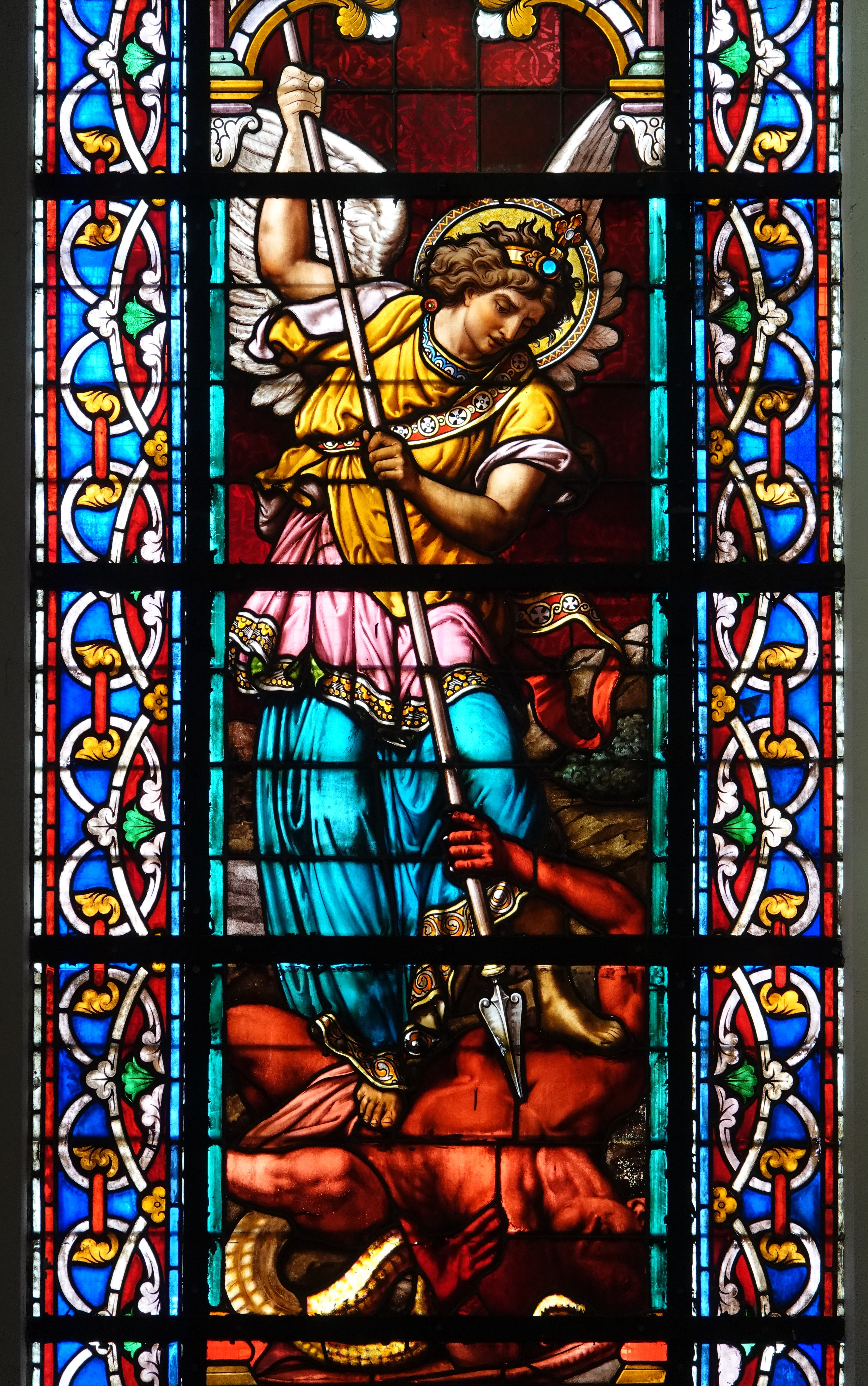
Saint-Michel (vitrail du transept)

### Autres éléments remarquables
L'église possède dans sa galerie de circulation à l'arrière du chœur une exposition permanente intitulée "Trésors de Saint-Calixte". Elle comprend notamment une série de 14 dalles funéraires du XVIIIe siècle.
La chapelle Saint-Calixte renferme une relique du saint pape, patron de l'église : un os du palais.

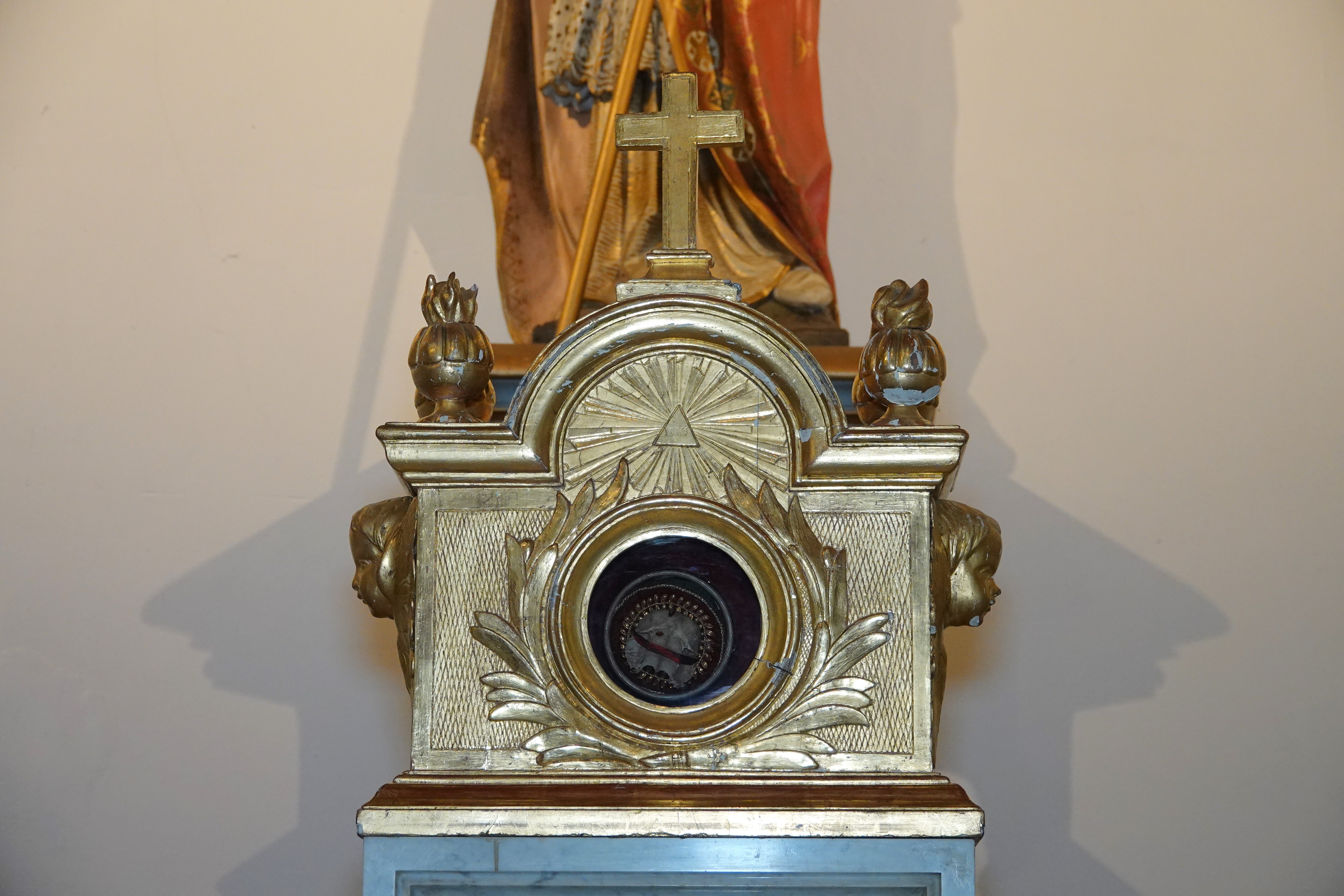
Relique de saint Calixte

Deux statues en bois datant de 1850 et inscrites aux Monuments historiques surmontent les autels de la Vierge et de Saint-Calixte.

Statues en bois (1850) provenant de l'ancienne église de Lambersart
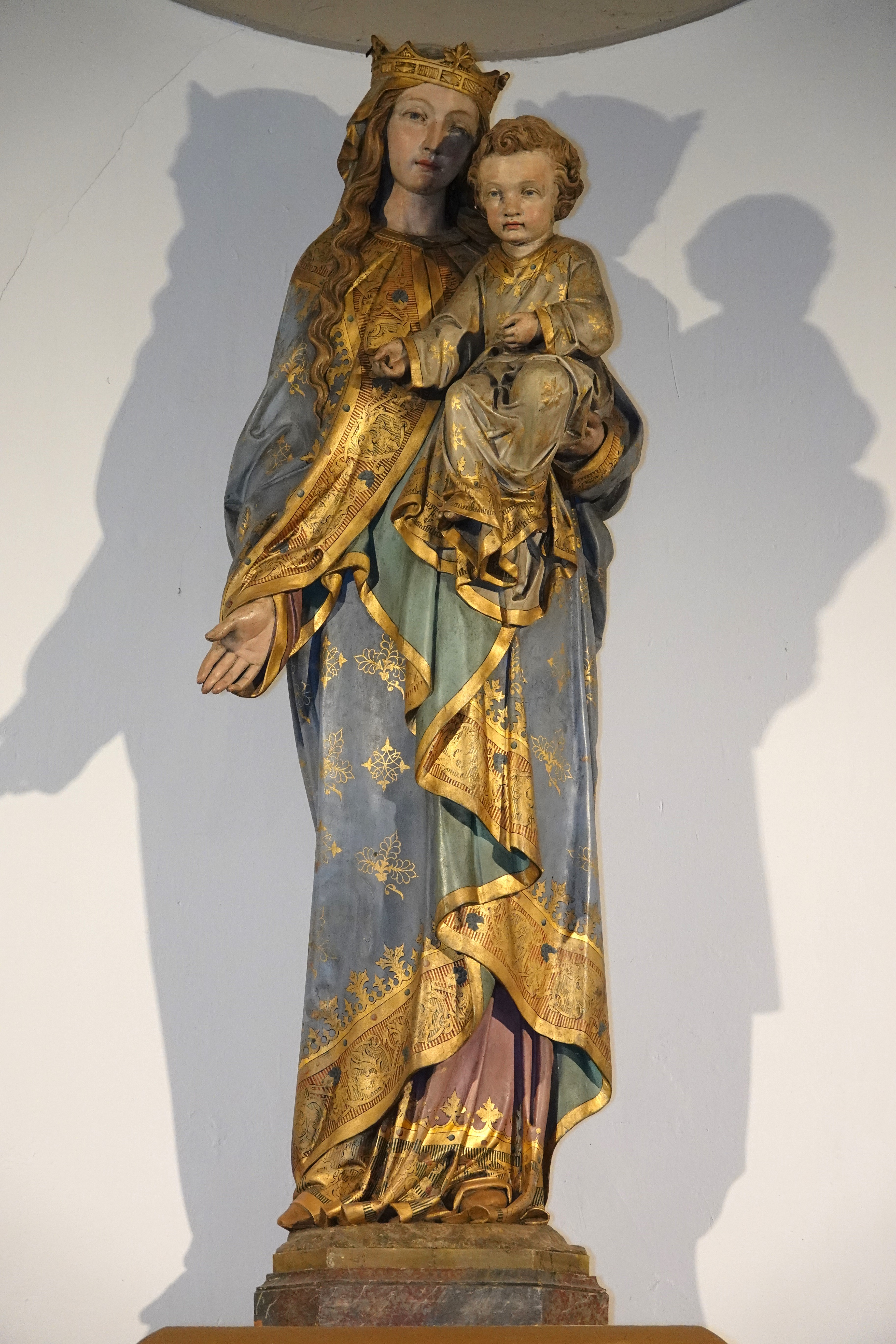
Vierge à l'Enfant
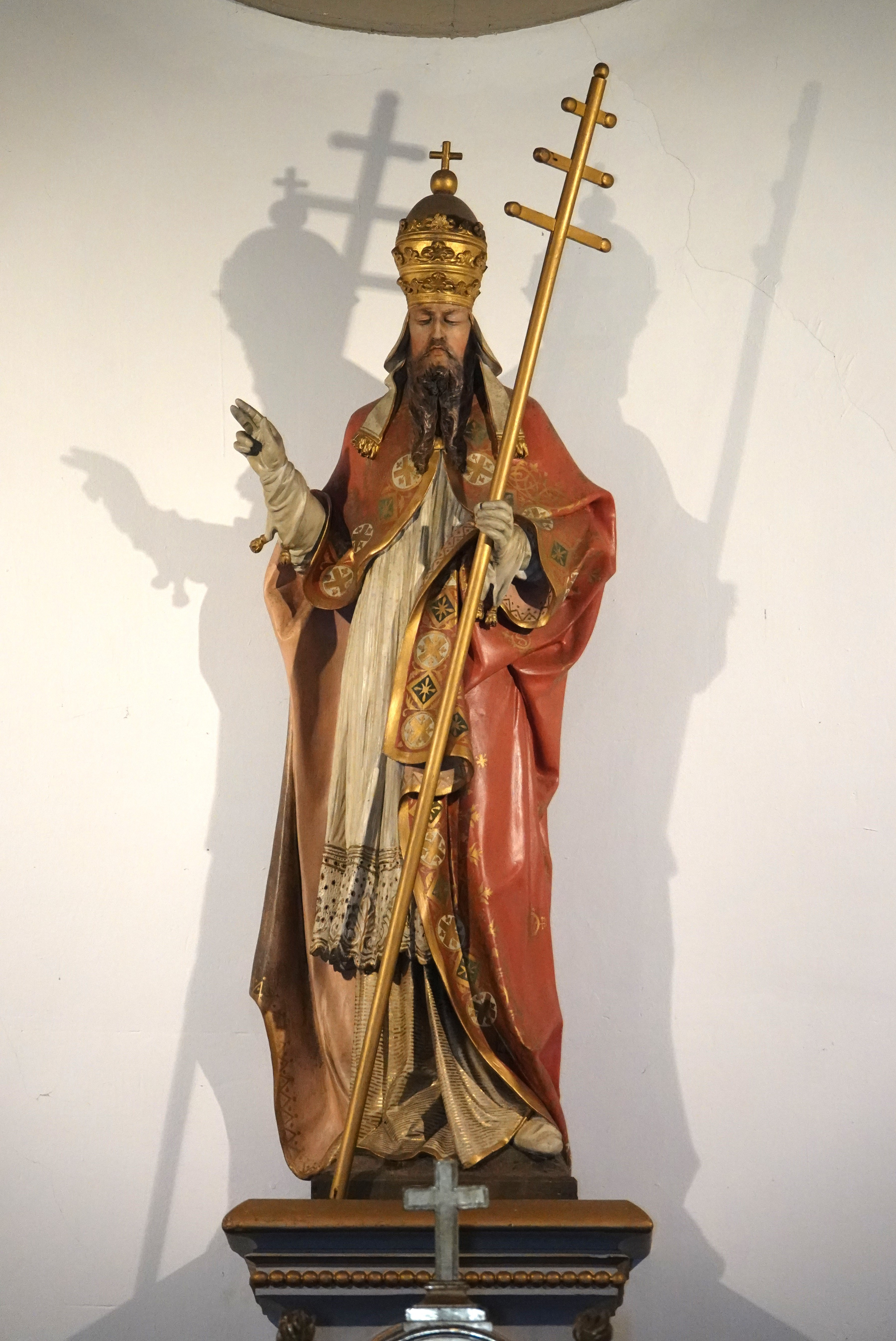
Saint Calixte

Le clocher contient la cloche "Jésus" datant de 1603 et classée objet aux Monuments historiques.

Le chemin de croix, la Pietà du monument aux morts et les anges céroféraires entourant le maître-autel ont été réalisés par la Sainterie de Vendeuvre sur Barse.

Anges céroféraires et pietà
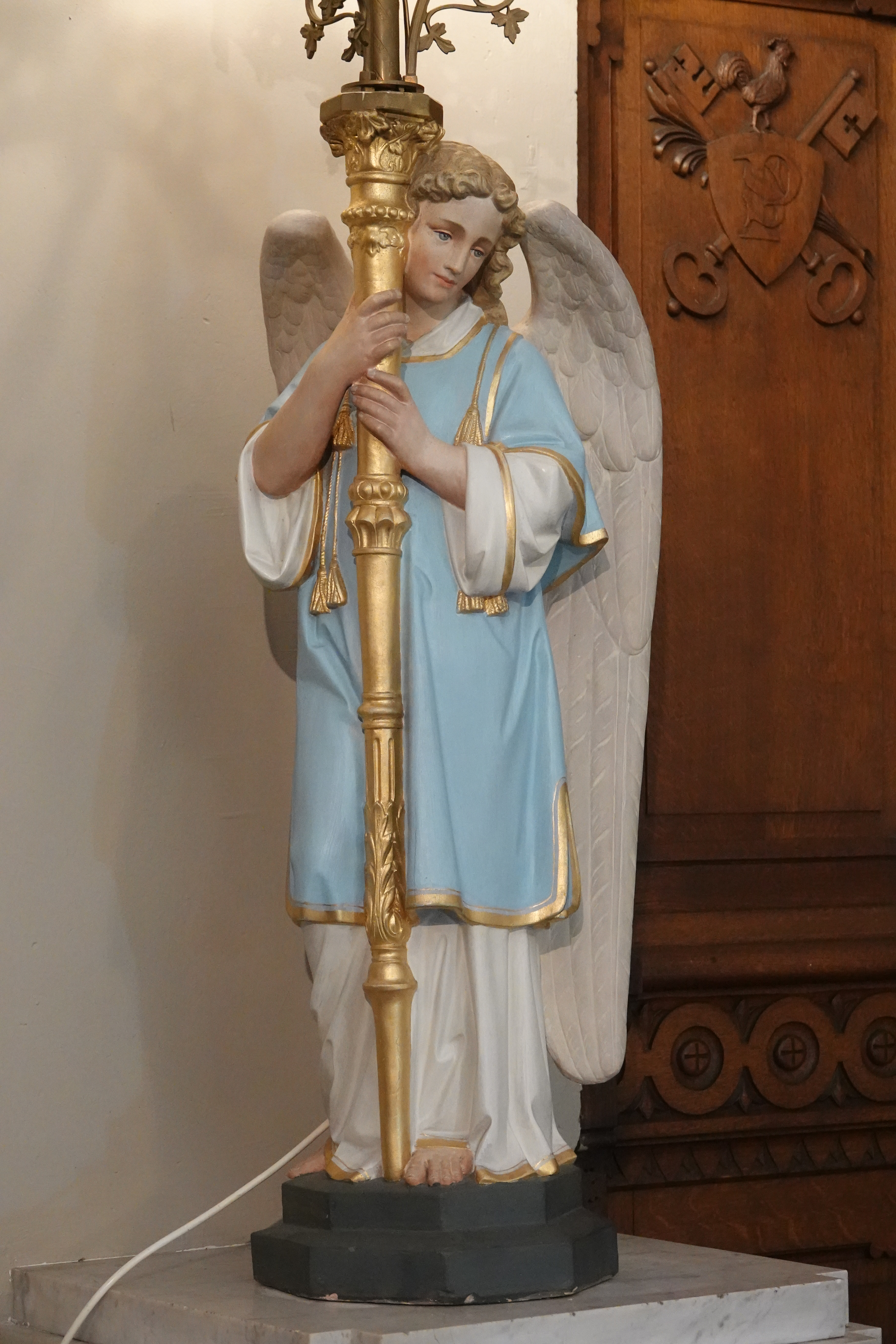
ange gauche
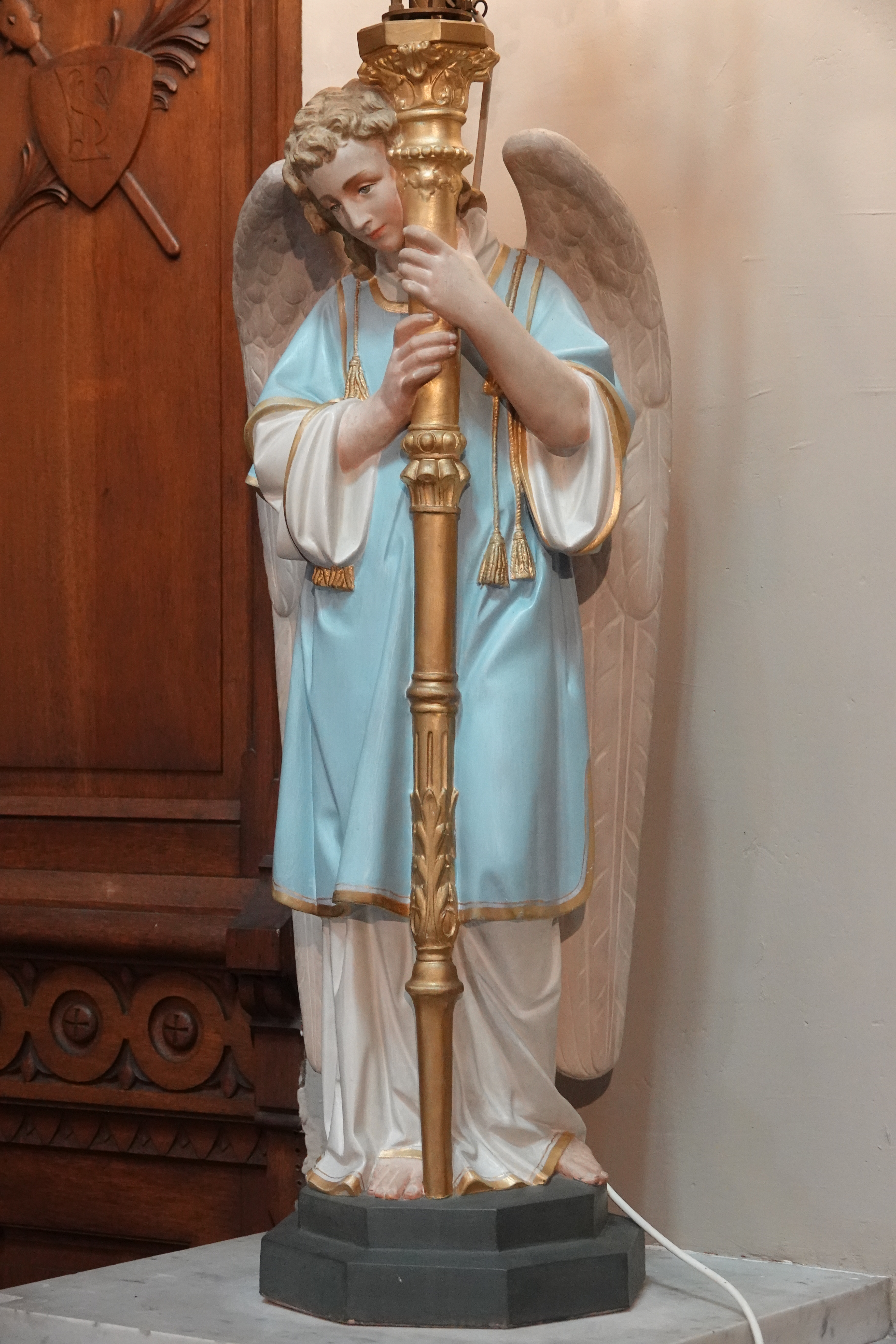
ange droit
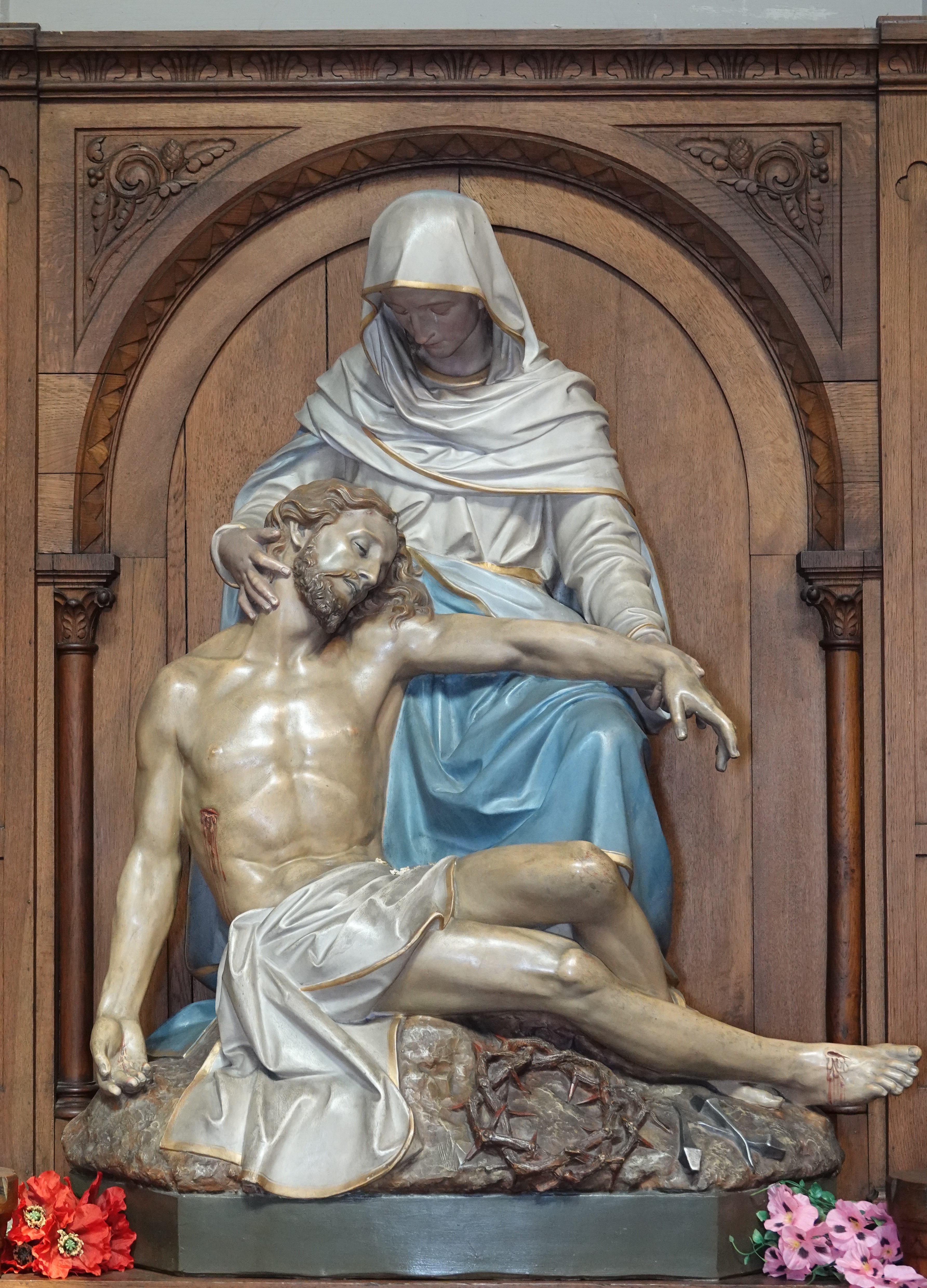
pietà
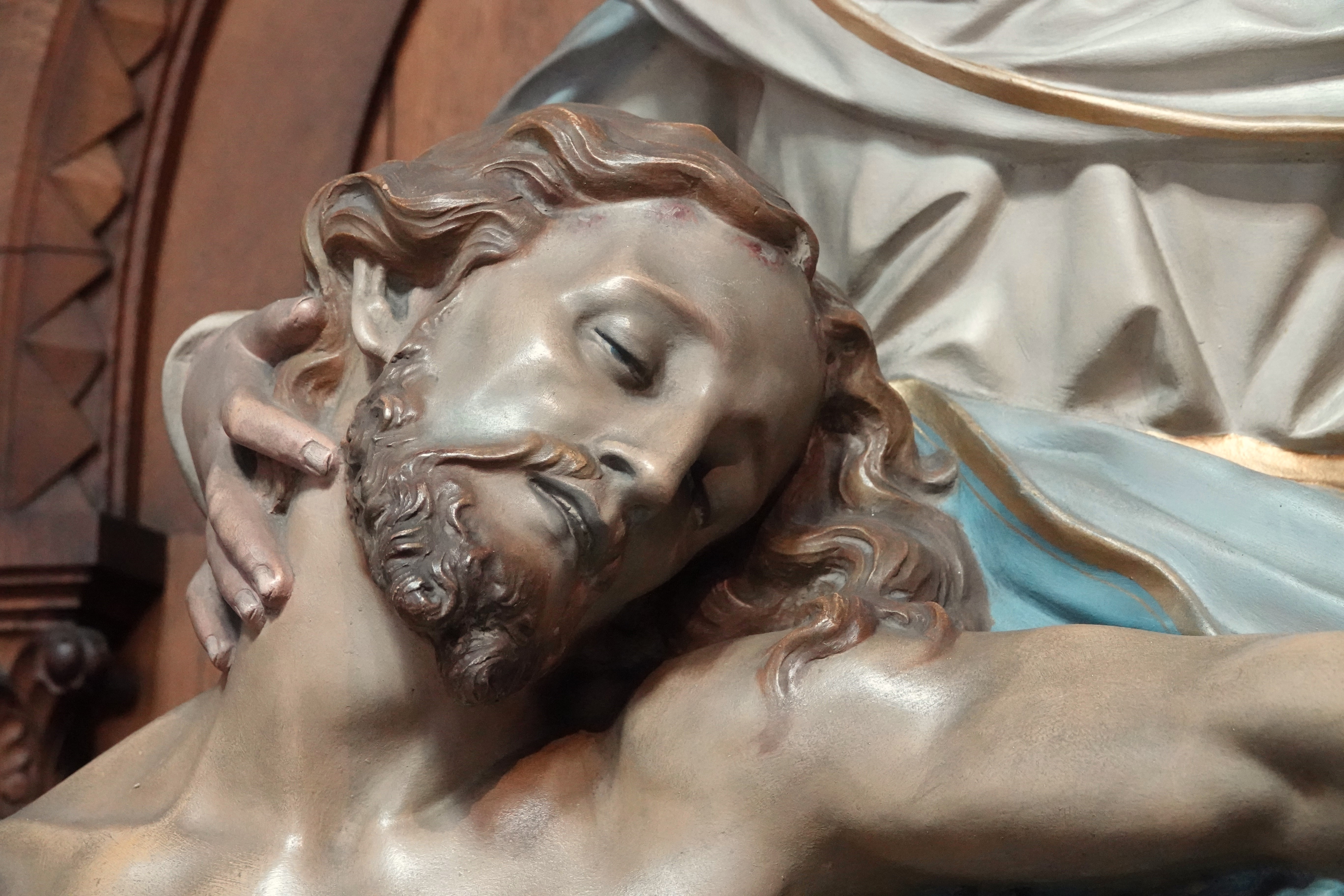
pietà (détail)

## Note et références
1. 1 2 3 4  « Église Saint-Calixte à Lambersart », sur Diocèse de Lille (consulté le 18 janvier 2025)
2. ↑  « Église Saint-Calixte, Paroisse de la Sainte-Trinité - Lambersart », sur Office de Tourisme de Lille (consulté le 18 janvier 2025)
3. ↑  Le design des chapiteaux des colonnes en bronze doré de l'autel de la Vierge, est peut-être de Pattein.
4. 1 2  Fabdev, « G.O. église Saint-Calixte - Lambersart, Nord » [archive du 16 juillet 2024], sur inventaire-des-orgues.fr (consulté le 19 janvier 2025)
5. ↑  « Statue : Vierge à l'Enfant », notice no PM59006512, sur la plateforme ouverte du patrimoine, base Palissy, ministère français de la Culture
6. ↑  « Cloche », notice no PM59001582, sur la plateforme ouverte du patrimoine, base Palissy, ministère français de la Culture

## Annexe